# Grossesse tardive
Une grossesse tardive est une grossesse chez une femme de plus de quarante ans. Il peut arriver que l'on rencontre l'appellation "grossesse gériatrique", bien que celle ci soit aujourd'hui très controversée.[pertinence contestée]
La possibilité de grossesse tardive s'est considérablement accrue du fait des progrès récents des techniques de procréation médicalement assistée (PMA), comme le don d'ovocytes, venu en complément de la fécondation in vitro (FIVETE) pour les candidates à la maternité les plus âgées.

## Limites naturelles
Normalement, la fécondité d'une femme se termine avec la ménopause, que l'on définit comme une durée de douze mois consécutifs sans que surviennent les menstruations. La préménopause, phase précédant la ménopause, où les menstruations deviennent irrégulières et finissent par s'arrêter définitivement, s'installe généralement entre 44 et 47 ans.
La grossesse à l'approche de la quarantaine entraîne déjà une augmentation des risques d'arrêt de la fécondation, risques qui s'accroissent encore une fois le seuil de la quarantaine passé, même dans le cas où les cycles menstruels restent réguliers et ovulatoires.
Ainsi la qualité des ovocytes se détériore, rendant la probabilité de concevoir un bébé en bonne santé plus faible après 42 ans, les naissances d'enfants vivants, étudiées en Californie du Sud, étant même deux fois plus rares après l'âge maternel de 35 ans.
Cependant, l'intervention médicale et hospitalière, par hormonothérapie substitutive, don d'ovocytes et fécondation in vitro en laboratoire, repousse ces limites. Aux États-Unis, entre 1997 et 1999, on a compté 539 naissances chez des mères de plus de 50 ans. Selon les statistiques de l'Autorité de fertilisation et embryologie humaines (Human Fertilisation and Embryology Authority), plus de vingt bébés ont été mis au monde chaque année au Royaume-Uni par des femmes de plus de 50 ans par le biais de la fécondation in vitro.
Par ailleurs, il est certain que les hommes restent généralement fertiles jusqu’à la fin de leur vie. Des recherches supplémentaires sont nécessaires pour déterminer si l'âge du père au moment de la conception pourrait éventuellement présenter des risques pour la santé des enfants. Les études sur la paternité tardive sont récentes[Quand ?] et encore peu nombreuses[réf. souhaitée].

## Mères les plus âgées
La mère la plus âgée que l'on connaisse dans le monde est à l'heure actuelle une Indienne, Omkari Panwar, qui a donné naissance à des jumeaux, un garçon et une fille, à 70 ans, le 27 mai 2008, talonnée par une concitoyenne, Roja Devi Lohan, mère d'une fille au même âge, en novembre suivant. Certains, remettant toutefois en question la véracité de l'âge de celles-ci, retiennent, comme cas authentifié de la mère la plus âgée du monde, celui de l'Espagnole Maria del Carmen Bousada de Lara, dite « Carmela Bousada », mère de jumeaux le 29 décembre 2006, à 66 ans et 358 jours, devançant de 130 jours la Roumaine Adriana Iliescu, qui eut une fille le 16 janvier 2005, à 66 ans et 238 jours. 
Tous ces enfants ont été conçus par FIV avec don d'ovocytes.
La plus âgée authentifiée à avoir conçu naturellement sans recours à la PMA est, selon le Livre Guinness des records, la Guernesiaise Dawn Brooke, mère à 59 ans en 1997.
D’autres cas sont recensés (voir infra) de maternités plus tardives encore, tant naturelles après 59 ans qu'assistées au-delà de 70, mais certains d’entre eux s'avèrent invérifiables.

## Considérations médicales
Le risque de complications d'une grossesse croît avec l'âge de la mère.
Chez une femme de plus de 50 ans, augmentent notamment l'incidence du diabète gestationnel, de l'hypertension, la fréquence des placenta praevia, fausse couche, éclampsie, et pré-éclampsie, et la nécessité d'une délivrance par césarienne,. Par rapport aux mères âgées de 20 à 29 ans, celles âgées de plus de 50 ans ont presque trois fois plus de risques d'accoucher prématurément voire très prématurément, d'un enfant en sous-poids, et/ou de taille inférieure à la normale de l'âge gestationnel, avec, par ailleurs, un taux de mortalité fœtale presque doublé.

## Cas de maternité après 50 ans
Les conditions de conception dans les grossesses de ce groupe d'âge peuvent être difficiles à déterminer, mais elles passent presque toujours par une FIV avec don d'ovocytes.

Malgré quantité de revendications, actuelles et historiques, de grossesses parfois très tardives, la plupart de ces dernières ne sont pas et ne seront sans doute jamais vérifiées.
Ci-après, une liste (non exhaustive) des mères les plus âgées connues de plus de 50 ans :
| Âge de la mère            | Date                 | Mère                                      | Père                                                                                                   | Nature de la conception | Pays                                                | Description |
| ------------------------- | -------------------- | ----------------------------------------- | --- | --- | --------------------------------------------------- | --- |
| 79 ans                    | 1963                 | Ulya Margusheva                           | Son mari                                                                                               | Conception naturelle | Union soviétique                                    | Ulya Margusheva, de l'ethnie kabarde, de la République russe de Kabardino-Balkarie, dans le Nord du Caucase, a prétendu, en avril 2009, avoir 125 ans, à l'appui de son passeport la déclarant née en 1884, et avoir eu son seul enfant en 1963, à 79 ans. Une maternité qu'elle souligne, de surcroît, être naturelle, tout comme son accouchement... Au-delà de prétendus environnement et régime alimentaire exceptionnellement sains, on suspecte ces deux records, de longévité (elle serait, à l'âge qu'elle avance, la personne la plus âgée du monde...) et de maternité tardive, d'être faux, les mentions de sa pièce d'identité, soviétique, erronées. |
| 78 ans                    | Décembre 2008        | Non identifiée                            | Son mari                                                                                               | Conception naturelle | Chine                                               | Des journalistes chinois ont rapporté la maternité totalement naturelle, fin 2008, d'une compatriote de 78 ans. Cependant, une grossesse, naturelle comme médicalement assistée, menée à terme à cet âge paraîtrait surprenante. Peut-être y a-t-il là désinformation avec désir de surenchère alors que le voisin indien disait venir de permettre, l'été précédent, à une femme de 77 ans de donner naissance. |
| 77 ans                    | Juillet 2008         | Non identifiée                            | Son mari                                                                                               | FIVETE post-ménopausique avec don d’ovocytes                                                                                  | Inde                                                | Une Indienne de 77 ans aurait accouché, en juillet 2008, de jumeaux conçus par FIV post-ménopausique. On peut demeurer dubitatif sur le cas. |
| 73 ans, 10 mois           | 1939                 | Mme Steve Pace                            | Steve Pace, son mari                                                                                   | Conception naturelle | États-Unis                                          | Madame Steve Pace, de Rose Hill (Virginie), dont la photo parut dans un journal local en octobre 1941, est citée comme ayant donné le jour à son 17e enfant, un fils, en 1939, à l'âge extrême de 73 ans et 10 mois. Le dernier de ses précédents enfants, né en 1918, vingt-trois ans auparavant, venait de se marier,. |
| 73 ans                    | 1865                 | Non identifiée                            | Son mari                                                                                               | Conception naturelle | États-Unis                                          | Dr Mayham a rapporté le cas d'une mère de 73 ans aux États-Unis autour de 1865. |
| 72 ans                    | 15 mai 1776          | Ellen Ellis                               | Son mari                                                                                               | Conception naturelle | Royaume-Uni Nation du Pays de Galles                | Ellen Ellis aurait accouché de son 13e enfant, un fils mort-né, le 15 mai 1776, à Clwyd. Elle avait 72 ans à cette époque, et était dans sa 46e année de mariage,. Le cas est très discutable. |
| 70 ans                    | 1762                 | Non identifiée                            | Son mari                                                                                               | Conception naturelle | Suisse                                              | Albrecht von Haller (16 octobre 1708 –12 décembre 1777), anatomiste, physiologiste, naturaliste et poète suisse alémanique, a rapporté le cas d'une femme qui avait donné naissance en 1762 à un fils conçu naturellement à l'âge déjà avancé de 70 ans. |
| 70 ans                    | 1880                 | Non identifiée                            | Son mari                                                                                               | Conception naturelle | Empire allemand                                     | Dr Schoepfer a rapporté le cas douteux d'une Allemande devenue mère d'une fille en 1880 à l'âge de 70 ans. |
| 70 ans                    | 1897                 | Non identifiée                            | Le jeune homme qui l'a reconduite chez elle un soir de beuverie                                        | Conception naturelle | France                                              | Cas rapporté d'une femme, de Garches, devenue mère d'un fils en 1897 à l'âge de 70 ans, après une nuit passée avec un jeune homme qui l'avait reconduite chez elle après leur soirée de libation. |
| 70 ans                    | Juin 2008            | Omkari Panwar                             | Charan Singh Panwar, son mari de 77 ans                                                                | FIVETE post-ménopausique avec don d’ovocytes                                                                                  | Inde                                                | Omkari Panwar a donné naissance, le 27 juin 2008, à l'âge de 70 ans, à des faux jumeaux, un garçon et une fille, à Muzaffarnagar, dans l'Uttar Pradesh, par une césarienne pratiquée en urgence. Les bébés pesaient 1 kg chacun. Elle était tombée enceinte par FIV avec ovocytes d'une donneuse unique, une procédure à laquelle elle et son mari ont eu recours afin d'obtenir un héritier mâle. Ils avaient déjà deux filles adultes, et, par elles, cinq petits-enfants. Toutefois, Omkari ne dispose d'aucun acte de naissance, et son âge a été estimé sur sa déclaration selon laquelle elle avait 9 ans lors de l'Indépendance de l'Inde, fin du Raj britannique, en 1947. Lorsqu'on lui a dit qu'elle avait peut-être battu le record de la mère la plus âgée du monde, elle a déclaré : « Être la plus vieille mère du monde ne signifie rien pour moi. Je veux juste voir mes bébés et m'occuper d'eux tant que j'en suis encore capable. » |
| 70 ans                    | Novembre 2008        | Rajo Devi Lohan                           | Baba Ral "Balla" Lohan, son mari de 71 ans                                                             | FIVETE post-ménopausique avec don d’ovocytes                                                                                  | Inde                                                | Rajo Devi Lohan a donné le jour à une fille, Naveen, en novembre 2008, à l'âge de 70 ans. Seulement, sa santé s'est bientôt détériorée peu après, et elle a affirmé n'avoir pas été informée de tous les dangers. Son médecin a déclaré : « Même si la santé de Rajo Devi Lohan se détériore, au moins, elle va mourir en paix : elle n'a pas à faire face à la stigmatisation d'être stérile. Elle avait un kyste ovarien qui lui causait des problèmes, mais qui a maintenant été retiré. Le traitement par FIV est complètement sûr ; son état actuel n'a rien à y voir. C'est une vieille femme dont l'espérance de vie n'était que de 5 à 7 ans. » |
| 69 ans                    | Janvier 1863         | Non identifiée                            | Son mari de 74 ans                                                                                     | Conception naturelle | États-Unis                                          | Le Dr Wayne McCarthy a rapporté le cas d'une femme de 69 ans qui avait conçu naturellement et donné naissance, en janvier 1863, à un fils de son mari de 74 ans, à Cincinnati. La véracité de ce cas est, tout naturellement, très discutée. |
| 69 ans                    | 1997                 | Non identifiée                            | Son mari                                                                                               | FIVETE post-ménopausique avec don d’ovocytes                                                                                  | Italie                                              | Une Italienne de 69 ans a donné naissance par césarienne en 1997 à une fille conçue par FIV post-ménopausique avec don d’ovocytes fertilisés par le sperme de son mari. |
| 68 ans                    | 1753                 | Delay                                     | John Delay, son mari de 70 ans                                                                         | Conception naturelle | Royaume-Uni                                         | John Mockett a rapporté le cas de madame John Delay qui a donné naissance en 1753, à 68 ans, à un fils de son époux de 70 ans. |
| 67 ans                    | 2006                 | Non identifiée                            | Un donneur de sperme anonyme                                                                           | FIVETE post-ménopausique avec don d’ovocytes                                                                                  | Serbie                                              | Une Serbe de 67 ans a accouché par césarienne en 2006 d'une fille conçue par FIV post-ménopausique avec dons d'ovocytes et de sperme. |
| 66 ans, 11 mois, 24 jours | Décembre 2006        | Maria del Carmen Bousada de Lara          | Deux donneurs de sperme sélectionnés sur catalogue                                                     | FIVETE post-ménopausique avec don d’ovocytes                                                                                  | Espagne                                             | Maria del Carmen Bousada de Lara, alias Carmela Bousada, (5 janvier 1940 – 11 juillet 2009), de Cadix, a donné naissance à deux fils jumeaux, Pau et Christian, à l'hôpital Sant Pau de Barcelone, le 29 décembre 2006, à l'âge de 66 ans, 11 mois, et 24 jours (66 ans et 358 jours) — une semaine avant son 67e anniversaire. Les bébés, délivrés prématurément par césarienne, pesaient 1,6 kg chacun. M.C. Bousada est tombée enceinte par FIV avec don d’ovocytes et de sperme de deux donneurs sélectionnés sur catalogue dans une clinique de fertilité de Los Angeles, aux États-Unis, qui a affirmé qu'elle leur avait prétendu avoir 55 ans (l'âge maximum auquel ils acceptent de pratiquer un traitement de FIVETE). Sa famille ignora jusqu'à la naissance qu'elle s'était rendue aux USA pour subir un tel traitement de fertilité, et pensait qu'elle plaisantait quand elle leur avait dit être enceinte. Manuel Bousada de Lara, le frère aîné de Maria del Carmen, critiqua sa décision, exprimant sa préoccupation quant à savoir si elle serait capable d'élever des enfants à son âge. En réponse à ces préoccupations, Bousada déclara : « Ma mère a vécu jusqu'à 101 ans et il n'y a aucune raison que je ne puisse pas en faire autant. » Seulement Maria succomba le 11 juillet 2009 d'un cancer de l'estomac, développé peu de temps après avoir accouché de ses fils ; ses jumeaux avaient alors seulement 2 ans ½.                                                                                     |
| 66 ans, 7 mois, 16 jours  | 16 janvier 2005      | Adriana Iliescu                           | Un donneur de sperme anonyme unique                                                                    | FIVETE post-ménopausique avec don d’ovocytes                                                                                  | Roumanie                                            | Adriana Iliescu, née le 31 mai 1938, a donné le jour à une petite Eliza Maria par césarienne, dans un hôpital de Bucarest, le 16 janvier 2005, à l'âge de 66 ans, 7 mois, et 16 jours (66 ans et 238 jours). Après avoir reçu une FIV avec don d'ovules fécondés, elle portait initialement des triplés, mais l'un des fœtus mourut in utero. Les deux autres furent délivrés par césarienne, mais l'un d'eux était cette fois mort-né. |
| 66 ans, 23 jours          | 13 juin 2010         | Bhateri Devi Singh                        | Deva Singh, son mari de 64 ans                                                                         | FIVETE post-ménopausique avec don d’ovocytes                                                                                  | Inde                                                | Bhateri Devi Singh, née le 21 mai 1944, et restée jusque-là sans enfant, a accouché de triplés, 2 garçons et 1 fille, à Alewa, Haryana, au Nord de Delhi, le 13 juin 2010, à l'âge de 66 ans et 3 semaines, après un traitement de FIV avec don d'ovocytes. Elle est la femme la plus âgée connue à avoir donné naissance à des triplés. |
| 66 ans                    | Avril 1999           | Harriet Stole                             | Ross Stoll, son fils (mère porteuse)                                                                   | FIVETE post-ménopausique avec les ovocytes de sa bru (mère porteuse)                                                          | Royaume-Uni Angleterre                              | Harriet Stole de Southgate, dans le Nord de Londres, a donné le jour à un fils, Henry Thomas, en avril 1999, à l'âge de 66 ans, après avoir accepté d'être mère porteuse pour son infertile bru, Lucy Handerson Stole. Un ovule de Lucy fécondé en laboratoire par le sperme de son mari, le fils d'Harriet, Ross Stole, a été implanté dans l'utérus d'Harriet. L'enfant est né prématuré, à 8 mois, et ne pesait que 2,0 kg, mais était en bonne santé. |
| 66 ans                    | Mars 2007            | Non identifiée                            | Son mari                                                                                               | FIVETE post-ménopausique avec don d’ovocytes                                                                                  | Autriche                                            | Une Autrichienne de 66 ans a donné naissance à son 3e enfant, un fils, début mars 2007 à Graz. Elle avait précédemment donné naissance à un autre enfant, une fille de 3 kg, à la mi-décembre 2002, à 61 ans. Sa première fille avait 26 puis 30 ans à la naissance de ses sœur puis frère. Les deux grossesses à plus de 60 ans ont été rendues possibles grâce à des FIVETE avec dons d'ovocytes, la 2de ayant été supervisée par le célèbre Severino Antinori. C'est peut-être le seul cas connu au monde de deux grossesses et naissances successives à plus de 60 ans. |
| 66 ans                    | 28 mai 2009          | Elizabeth « Lizzie » Adeney               | Un donneur de sperme ukrainien anonyme                                                                 | FIVETE post-ménopausique avec don d’ovocytes                                                                                  | Royaume-Uni Angleterre                              | Elizabeth « Lizzie » Adeney, 66 ans, a donné naissance à un fils, Jolyon, de 2,4 kg, à l'hôpital d'Addenbrooke, à Cambridge, le 28 mai 2009. L'enfant, qui avait été conçu par FIV avec don d'ovocytes et de sperme en Ukraine, a été délivré par césarienne. « Ce n'est pas l'âge physique qui importe ; c'est ce que je ressens à l'intérieur. Certains jours, j'ai l’impression d'avoir 39 ans, à d'autres, plutôt 56. », a dit Elizabeth, qui a eu recours à un donneur de sperme Ukrainien, son mari de 71 ans, Robert Adeney, ayant refusé depuis 1999 de se prêter à ses penchants pour la procréation assistée, ce qui a causé leur rapide divorce. |
| 66 ans                    | Février 2011         | Valentyna Pidverbna                       | Un donneur de sperme anonyme                                                                           | FIVETE post-ménopausique avec don d’ovocytes                                                                                  | Ukraine                                             | Valentyna Pidverbna, une femme célibataire de 66 ans, a donné le jour, en février 2011, à Chernihiv, à son premier enfant, une fille de 3,3 kg pour 54 cm. Elle avait subi trois cycles de FIV avant d'obtenir enfin ce résultat positif. |
| 66 ans                    | 3 mars 2012          | Non identifiée                            | Un donneur de sperme ukrainien anonyme unique                                                          | FIVETE post-ménopausique avec don d’ovocytes                                                                                  | Suisse                                              | Une Suissesse de 66 ans, pasteur protestant, vivant à Grüsh, près de Coire, dans le Canton des Grisons, à l’Est du pays, a donné naissance à deux petits garçons, Michael et Joshua, par césarienne, le 3 mars 2012, après avoir reçu un traitement de FIV avec don d'ovocytes et de sperme en Ukraine,. |
| 65 ans                    | 9 avril 2003         | Satyabhama Mahapatra                      | Le mari de la nièce de son époux Krishnachandra                                                        | FIVETE post-ménopausique avec les ovocytes de la nièce Veenarani de son mari                                                  | Inde                                                | Satyabhama Mahapatra de Nayagarh, Orissa, a donné le jour à un fils le 9 avril 2003, à Raipur, Chhattisgarh, à l'âge de 65 ans. Le bébé, d'un poids de 2,9 kg, est né par césarienne. Elle est tombée enceinte par le biais d'une FIV utilisant un ovule donné par Veenarani Mahapatra, la nièce de 26 ans de son mari, Krishnachandra Mahapatra, fécondé par le sperme du mari de cette dernière, Krishnachandra ne pouvant lui-même féconder un œuf provenant de sa nièce. C'était là leur premier enfant, au bout de 50 ans de mariage. Le corps médical avait tenté de les dissuader elle et son mari de recourir à la FIV à son âge, compte tenu des risques. Satyabhama Mahapatra, étant allée outre leurs mises en garde, dut aussi être hospitalisée tout le dernier trimestre de sa grossesse. |
| 65 ans                    | 1er mars 2010        | Jennifer Hong                             | Le mari vietnamien de la donneuse d'ovocytes                                                           | FIVETE post-ménopausique avec don d’ovocytes d'une donneuse vietnamienne                                                      | Canada                                              | Jennifer Hong, une Canadienne d'origine vietnamienne de 65 ans, a donné naissance à son deuxième enfant, un fils prénommé Marvin, le 1er mars 2010 à l'hôpital St. Paul de Vancouver. Ménopausée, elle avait eu recours, pour son traitement de FIV, milieu 2009, à l'ovule et au sperme d'un couple de Vietnamiens comme elle, son propre mari, Hong Huy, étant, lui, stérile. Sur le fait de devenir mère à 65 ans, elle a dit : « Peu importe l'âge que vous avez. Tout ce qui compte, c'est que j’aie une famille que j'aime. Mon mari, Huy s’est tenu à mes côtés tout le long du chemin, et me soutenait complètement. » Son premier fils, Dexter, né le 20 novembre 1990, avait alors 19 ans[citation nécessaire]. |
| 65 ans                    | avril 2015           | Annegret Raunigk                          | non identifiée                                                                                         | | Allemagne                                           | son métier est Professeur des écoles. |
| 64 ans                    | 23 février 2004      | Papathiammal Subramaniam                  | Son mari de 74 ans, resté sans fils                                                                    | FIVETE post-ménopausique avec un ovocyte de sa cousine de 30 ans et les gamètes Y sélectionnés de son mari                    | Inde                                                | Papathiammal Subramaniam a donné naissance à un fils à Erode, Tamil Nadu, le 23 février 2004, à 64 ans. Le bébé, délivré par césarienne, pesait 1,75 kg. Il avait été conçu par FIV, avec un ovule donné par sa cousine de 30 ans et les spermatozoïdes Y sélectionnés en laboratoire de son époux, fermier de 74 ans resté jusque-là sans héritier mâle. |
| 64 ans                    | 9 octobre 2006       | Memnune Tiryaki                           | Omer Tiryaki, son mari de 62 ans                                                                       | FIVETE post-ménopausique avec don d’ovocytes                                                                                  | Turquie                                             | Memnune Tiryaki a donné naissance à son premier enfant, Yasin, un fils de 2,7 kg pour 48 cm, à Istanbul, le 9 octobre 2006, à 64 ans, après une FIV avec don d'ovocytes, pratiquée dans la partie occupée turque de Chypre. Elle et son mari de 62 ans essayaient de concevoir depuis 35 ans. |
| 64 ans                    | 2009                 | Non identifiée                            | Un donneur de sperme anonyme                                                                           | FIVETE post-ménopausique avec don d’ovocytes                                                                                  | Israël                                              | Une Israélienne de 64 ans a donné naissance à une fille en 2009 après avoir reçu un traitement de FIV post-ménopausique avec dons cumulés d'ovocytes et de sperme. |
| 64 ans                    | Juillet 2010         | Dominique C.                              | Daniel C., son mari de 60 ans                                                                          | FIVETE post-ménopausique avec don d’ovocytes                                                                                  | Suisse                                              | Une Suissesse de 64 ans, d'Oberlunkhofen, dans le Canton d'Argovie, à l'ouest de Zurich, a donné naissance, en juillet 2010, à son premier enfant, une petite Katerina, conçue par FIV avec don d'ovocyte fécondés par son mari de 60 ans, après avoir fait une fausse-couche à 61 ans. Elle s'est rendue en Russie pour ce traitement, la loi suisse prohibant le don d'ovocytes. |
| 63 ans ¾                  | 7 novembre 1996      | Arceli Keh                                | Isagani Keh, son mari de 57 ans                                                                        | FIVETE post-ménopausique avec don d’ovocytes                                                                                  | États-Unis                                          | Arceli Keh, de Highland (Californie), a donné naissance à une fille, Cynthia, le 7 novembre 1996, à 63 ans ¾. Elle et son mari, Isagani, étaient mariés depuis 16 ans, début 1993, quand ils décidèrent d'essayer d'avoir un enfant. Afin d'obtenir leur admission au programme de fertilisation, dont l'âge maximal est fixé à 55 ans, les époux affirmèrent aux médecins qu'elle en avait 50, alors qu'elle en avait alors pas moins de dix de plus. Cinq cycles d'insémination furent nécessaires avant qu'Arceli Keh tombe enceinte avec réussite. L’ovule provenant d'une donneuse anonyme avait été fécondé avec le sperme d'Isagani, le mari d'Arceli,. |
| 63 ans                    | 1751                 | Non identifiée                            | Son mari                                                                                               | Conception naturelle | Archiduché d'Autriche                               | Albrecht von Haller (16 octobre 1708 – 12 décembre 1777), anatomiste, physiologiste, naturaliste, et poète suisse alémanique, a rapporté le ca d'une Autrichienne ayant donné naissance en 1751 à un fils conçu naturellement avec son mari à l'âge déjà avancé de 63 ans. |
| 63 ans                    | 23 avril 1997        | Non identifiée                            | Son mari de 60 ans                                                                                     | FIVETE post-ménopausique avec don d’ovocytes                                                                                  | États-Unis                                          | Une femme anonyme ménopausée de 63 ans, restée sans enfant, qui avait affirmé aux médecins n'avoir que 55 ans afin d'être éligible au programmes d'insémination artificielle, a donné le jour à une petite fille de 2,83 kg, le 23 avril 1997, à l'Hôpital Universitaire de la Faculté de Médecine de Californie du Sud, à Los Angeles, après une FIV réalisée avec les ovocytes d'une jeune donneuse anonyme fécondés par le sperme de son mari de 60 ans, avant transfert progressif des embryons mis de côté, congelés,. |
| 63 ans                    | 22 mars 2011         | Tineke Geessink                           | Un donneur de sperme anonyme                                                                           | FIVETE post-ménopausique avec don d’ovocytes                                                                                  | Pays-Bas                                            | Tineke Geessink, d'Harlingen, a donné naissance à sa fille Meagan le 22 mars 2011, à 63 ans. Elle est actuellement la femme la plus âgée à avoir jamais donné naissance aux Pays-Bas. Mère célibataire, elle a expliqué à la presse qu'elle avait toujours désiré un enfant et aurait cherché à le faire « par tous les moyens qui s'offraient à elle ». Elle fut traitée en Italie par le célèbre médecin Severino Antinori, qui lui implanta l'œuf d'une donneuse anonyme, fécondé avec le sperme d'un donneur anonyme ; la limite légale néerlandaise pour un tel traitement est en effet fixée à 45 ans. L’annonce de sa grossesse suscita ainsi un débat d'éthique sur la maternité tardive aux Pays-Bas. NB : Le jour où elle accoucha, dans le même pays, à Groningue, Devta W., une fillette de juste 12 ans, donnait le jour à une fille ; elle avait été abusée par son père Calix W. qui fut condamné à 10 ans de prison en avril 2012. |
| 62 ans ¾                  | 18 juillet 1994      | Rosanna Della Corte                       | Mauro Della Corte, son mari de 65 ans                                                                  | FIVETE post-ménopausique avec don d’ovocytes                                                                                  | Italie                                              | Rosanna Della Corte, de Canino, dans le Latium, a donné le jour à un fils, Riccardo, le 18 juillet 1994, à 62 ans ¾. Après que leur premier fils, de 17 ans, prénommé lui-même Riccardo, qu’elle avait déjà eu, lui, à 42 ans, avait été tué en scooter, percuté par une voiture, en juillet 1990, elle et son mari Mauro avaient décidé d'essayer d'avoir un deuxième enfant. Le couple essaya d'adopter, mais ne le purent pas, la loi italienne imposant d'avoir, pour cela, moins de 40 ans de plus que leur potentiel enfant. Mauro lut alors dans le journal les "exploits" de leur compatriote, le Dr Severino Antinori, qui avait permis à une femme à la fin de sa cinquantaine d'avoir un enfant. Avec l’aide du Dr Antinori, les Della Corte conçurent par FIV avec les ovocytes d'une donneuse et le sperme de Mauro. Rosanna, 60 ans alors, tomba enceinte dès la première tentative, mais fit une fausse-couche au bout de 40 jours, et il fallut 6 nouveaux essais avant d'atteindre le succès, une grossesse durable, alors qu'elle venait d'avoir 62 ans,. |
| 62 ans ½                  | 1887                 | Non identifiée                            | Son mari                                                                                               | Conception naturelle | Royaume-Uni Angleterre                              | "The Lancet Medical Journal" a rapporté en 1887 le cas d'une Anglaise ayant accouché, à 62 ans ½, de trois garçons, vrais triplés, ses 11e, 12e, et 13e enfants avec son mari. |
| 62 ans                    | 1860                 | Non identifiée                            | Son mari                                                                                               | Conception naturelle | Royaume-Uni Angleterre                              | Une inscription gravée sur le monument de l'église de St. Peter, à East Oxford, rappelle le décès en couches autour de 1860 d'une citoyenne de 62 ans, dont la petite fille avait survécu. |
| 62 ans                    | Août 1992            | Concetta Ditessa                          | Son mari de 53 ans                                                                                     | FIVETE post-ménopausique avec don d’ovocytes                                                                                  | Italie                                              | Concetta Ditessa, une femme au foyer de 62 ans d'un village calabrais, au Sud de l’Italie, doit donner naissance à un petit garçon au mois d'août, écrivait le Los Angeles Times du 24 avril 1992. On lui a implanté l'ovule d'une femme de 30 ans fécondé avec le sperme de son mari de 53 ans. Il n'y a aucune trace d'un article postérieur traitant de son accouchement, mais sa grossesse mentionnée être d'alors environ 6 mois, elle n'aura sans doute pas fait de fausse couche à ce stade de la gestation. |
| 62 ans                    | 14 mai 2001          | Jeanine Salomone (décédée en 2015)        | Robert Salomone, son frère de 52 ans                                                                   | FIVETE post-ménopausique avec don d’ovocytes                                                                                  | France                                              | Jeanine Salomone, une enseignante retraitée française de 62 ans, a donné le jour à un fils, Benoît-David, le 14 mai 2001, à Fréjus, dans le Var. Comme il est illégal en France de pratiquer une FIV sur une femme ménopausée, elle était allée recevoir le traitement aux États-Unis. L'affaire a causé un important débat d'éthique, déjà face à son âge, mais de surcroît parce que les deux ovules qui lui avaient été donnés par une Californienne avaient été inséminées avec le sperme du frère de Jeanine, Robert. Tandis qu'on lui avait implanté l'un des embryons conçus, on avait implanté l'autre à la donneuse qui agit en mère porteuse. Le 22 mai 2001, huit jours après la naissance de Benoît-David, la femme américaine mettait ainsi au monde une petite Marie-Cécile, sa fille biologique promise à Jeanine. Le praticien américain n'avait pas été informé que Jeanine et Robert étaient frère et sœur ; comme ils portaient le même nom, il était persuadé qu'ils étaient un couple marié. Bien loin d'une telle situation, on apprit que les enfants étaient en fait nés dans une ambiance familiale lourde, détestable, Jeanine et Robert se détestant au vrai, se querellant sur un héritage familial,. |
| 62 ans                    | 12 avril 2004        | Amma Bhavani                              | Son mari                                                                                               | FIVETE post-ménopausique avec don d’ovocytes                                                                                  | Inde                                                | Amma Bhavani, de Thiruvananthapuram, Kerala, dans le sud du pays, a donné le jour à un fils par césarienne le 12 avril 2004, à l'âge de 62 ans, après un programme de FIV post-ménopausique avec les ovocytes d'une donneuse fécondés par le sperme de son mari. |
| 62 ans                    | 19 février 2006      | Janise Wulf                               | Scott Wulf, son 2d mari de 48 ans                                                                      | FIVETE post-ménopausique avec don d’ovocytes                                                                                  | États-Unis                                          | Janise Wulf, de Redding (Californie), a donné naissance à un fils, Adam Charles, son 12e enfant, le 19 février 2006, à 62 ans. Le bébé, de 3,01 kg, délivré par césarienne, avait été conçu par FIV. Son médecin affirma que, pour des femmes de plus de 35 ans, donner naissance pouvait comporter des risques, mais qu'il avait accepté de superviser la procédure parce qu'elle était en bonne santé. Elle et son second mari, Scott, ont déclaré avoir voulu avoir des enfants ensemble comme lui n'en avait pas eu de sa précédente union, s’agissant du premier, Ian, né fin 2002, conçu lui aussi par FIV, alors qu'elle avait 59 ans, puis, s’agissant du second, pour que ce dernier ne grandisse pas en enfant unique. Des 10 enfants que Janise avait eus par le passé, avant Ian, l'aîné avait déjà 40 ans à la naissance du benjamin, et le dixième, 24. Par ces grands enfants, Janise était déjà 20 fois grand-mère et 3 fois arrière-grand-mère. |
| 62 ans                    | 5 juillet 2006       | Patricia "Patti" Rashbrook Farrant        | John Farrant, son 2d mari de 60 ans, jusque-là sans enfant                                             | FIVETE post-ménopausique avec don d’ovocytes                                                                                  | Royaume-Uni Angleterre                              | Patricia Rashbrook, déjà mère de 3 enfants adultes, âgés de 26, 22, et 18 ans, nés de sa première union, a donné le jour, par césarienne, à un fils, Jude, de 3,02 kg, à Brighton, le 5 juillet 2006, à 62 ans. Elle et son second mari, John Farrant, s'étaient rendus en Russie, pour bénéficier d'un traitement de FIV supervisé par l'expert italien en fertilité, Severino Antinori. La naissance suscita, au Royaume-Uni, un débat d'éthique sur la maternité tardive,. |
| 62 ans                    | Juillet 2007         | Mileva Radulovic                          | Sreten Radulovic, son mari de 69 ans                                                                   | FIVETE post-ménopausique avec don d’ovocytes                                                                                  | Monténégro                                          | Mileva Radulovic, de Danilovgrad, au Nord-Ouest de Podgorica, a donné naissance, en juillet 2007, à 62 ans. Elle et Sreten, son mari de 69 ans, devenaient parents pour la première fois après 35 ans de mariage, grâce à l'aide d'un traitement de FIV. |
| 62 ans                    | 5 mai 2010           | Krasimira Dimitrova                       | Son mari                                                                                               | FIVETE post-ménopausique avec don d’ovocytes                                                                                  | Bulgarie                                            | La psychiatre bulgare Krasimira Dimitrova, de Ruse, a donné le jour, le 5 mai 2010, à 62 ans, à des jumelles, Meri (Marie) et Zhaklin (Jacqueline), pesant respectivement seulement 500 g et 900 g, conçues grâce à un traitement de FIV avec don d'ovocytes. Elle s'était résignée à faire un enfant elle-même après s'être vu refuser l'option de l'adoption devant son âge avancé. On lui avait initialement implanté trois embryons, mais le corps médical jugea plus tard préférable de sacrifier un des fœtus pour assurer la pérennité des deux autres. Elle est seulement la seconde woman connue de plus de 60 ans à avoir donné le jour à des jumeaux. |
| 61 ans ¾                  | 2007                 | Non identifiée                            | Son mari                                                                                               | FIVETE post-ménopausique avec don d’ovocytes                                                                                  | Suisse                                              | Une Suissesse est devenue mère pour la première fois en 2007, en donnant le jour à des jumeaux, à l'âge de 61 ans ¾. Elle était tombée enceinte à 61 ans par une FIV avec don d'ovocytes pratiquée à l'étranger, la procédure étant interdite en Suisse. Une de ses compatriotes est tombée enceinte par le même biais la même année à 60 ans, toujours à l'étranger, pour donner naissance à un fils à 61 ans. |
| 61 ans ½                  | Octobre 2011         | Kanakalata Ram                            | Sarat Chandra Singh, son mari                                                                          | FIVETE post-ménopausique avec don d’ovocytes                                                                                  | Inde                                                | Après la mort de leur fils unique, Tarini Prasad, à l'âge de 27 ans, le 17 août 2010, dans un accident de moto, Kanakalata Ram et son époux Sarat Chandra Singh, d’Anandpur, district de Keonjhar, État d’Orissa, voulurent avoir un autre enfant, envisageant d'abord l'adoption avant qu'elle ne formule son intention d'en passer par l'aide médicale à la procrétaion pour concevoir naturellement, quoiqu'elle fût ménopausée depuis douze ans déjà. En octobre 2011, après avoir émigré vers Chandrasekharpur, près de Bhubaneswar, toujours en Orissa, pour les besoins de son traitement de FIVETE avec don d’ovocyte sous hormonothérapie post-ménopausique et le suivi de sa grossesse, elle a donné naissance à un petit Rudra Aditya Siddharth. |
| 61 ans, 7 jours           | 26 octobre 2012      | Antônia Letícia Asti                      | José César Asti, son mari de 55 ans                                                                    | FIVETE post-ménopausique avec ses propres ovocytes congelés                                                                   | Brésil                                              | Antônia Letícia Asti, de Santos, État de São Paulo, 40 km au Sud-Est de São Paulo, a donné naissance, le 26 octobre 2012, une semaine après son 61e anniversaire, et deux mois avant terme, à des faux jumeaux, Sofia et Roberto, pesant 900 g chacun, conçus par traitement de FIV post-ménopausique avec ses propres ovocytes congelés fécondés par le sperme de son mari (âgé de 55 ans à la naissance des bébés), les ovules restant après leurs 3 échecs précédents, comme ils tentaient l'expérience déjà depuis 1992. |
| 61 ans                    | 1891                 | Non identifiée                            | Son mari                                                                                               | Conception naturelle | États-Unis                                          | Dr Lovett Dewees a rapporté le cas d'une femme de Philadelphie (Pennsylvanie), qui, en 1891, a donné le jour à un fils avec son mari, à l'âge de 61 ans. |
| 61 ans                    | 16 janvier 1988      | Cecilia Tuaileva                          | Son mari                                                                                               | FIVETE post-ménopausique avec don d’ovocytes                                                                                  | Australie                                           | L'Australienne Cecilia Tuaileva a donné le jour à un fils, le 16 janvier 1988, à 61 ans. Elle avait eu recours à une FIV avec don d'ovocytes fécondés par le sperme de son mari. |
| 61 ans                    | 27 juillet 1992      | Liliana Cantadori                         | Orlando Cantadori, son mari de 51 ans                                                                  | FIVETE post-ménopausique avec don d’ovocytes                                                                                  | Italie                                              | Liliana Cantadori, de Modène, a donné le jour à une petite Andrea, de 2,9 kg, le 27 juillet 1992, à l'âge de 61 ans, grâce à une FIV avec don d'ovocytes fécondés par le sperme de son mari, Orlando, auquel, à son âge, après vingt ans de mariage, elle n'avait pas pu donner d'enfant naturellement. Elle a menti sur son âge aux différents médecins qu’elle a consultés, se rajeunissant de dix ans, afin d’être éligible aux traitements de fertilité. |
| 61 ans                    | 15 décembre 2002     | Non identifiée                            | Son mari                                                                                               | FIVETE post-ménopausique avec don d’ovocytes                                                                                  | Autriche                                            | Une Autrichienne de 61 ans a donné naissance à son 2e enfant, une fille de 3 kg, le 15 décembre 2002, à Graz. Elle devait encore donner le jour à un 3e enfant, un fils, début mars 2007, à 66 ans. Sa fille aînée avait 25 ans fin 2002. Les 2 grossesses à plus de 60 ans ont été rendues possibles grâce à des FIV, don la seconde fut supervisée par le célèbre Severino Antinori. C'est peut-être le seul cas connu dans le monde de deux grossesses consécutives suivies de naissances à plus de 60 ans,. |
| 61 ans                    | 2007                 | Non identifiée                            | Son mari                                                                                               | FIVETE post-ménopausique avec don d’ovocytes                                                                                  | Suisse                                              | Une Suissesse de 61 ans est devenue mère pour la première fois en 2007, après être tombée enceinte à l'étranger par un traitement de FIV avec don d'ovocytes, une procédure interdite au sein de la Confédération suisse. Une autre femme a donné naissance, la même année, dans le pays, à des fils jumeaux, à 61ans ¾, par le même procédé. |
| 61 ans                    | 19 février 2007      | Non identifiée                            | Un donneur de sperme anonyme                                                                           | FIVETE post-ménopausique avec don d’ovocytes                                                                                  | Danemark                                            | Une femme de 61 ans, du quartier de Vanløse, à Copenhague, a donné naissance, le 19 février 2007, dans la capitale danoise, à une fille conçue par un traitement de FIV pratiqué en Angleterre, avec dons anonymes simultanés d'ovocytes et de sperme. |
| 61 ans                    | 2008                 | Non identifiée                            | Son gendre (mère porteuse)                                                                             | FIVETE post-ménopausique avec les ovocytes de sa fille (mère porteuse)                                                        | Japon                                               | Une femme de 61 ans a donné le jour à son propre petit-fils à Nagano, au Nord-Ouest de Tokyo, en 2008, après avoir choisi d'agir comme mère porteuse pour sa fille, qui, n'ayant pas d'utérus, ne pouvait pas porter elle-même une grossesse. Elle serait la mère porteuse la plus âgée recensée au Japon. |
| 61 ans                    | 13 février 2011      | Kristine Casey                            | Bill Connel, son gendre de 42 ans (mère porteuse)                                                      | FIVETE post-ménopausique avec les ovocytes de sa fille (mère porteuse)                                                        | États-Unis                                          | Kristine Casey a donné le jour à son propre petit-fils, Finnean Lee, le 13 février 2011, à la Maternité Prentice de Chicago (Illinois), à l'âge de 61 ans. Elle avait accepté d'agir comme mère porteuse pour sa fille de 36 ans, Sara Connell, infertile. Si elle a connu des complications rénales peu après l'accouchement, tout est rapidement rentré dans l'ordre,. |
| 60 ans, 10 mois, 19 jours | 11 janvier 2010      | Lia Georgia Triff                         | Prince Paul-Philippe von Hohenzollern de Roumanie, son mari de 62 ans, prétendant au trône de Roumanie | FIVETE post-ménopausique avec prétendument un de ses propres ovocytes congelés, peut-être plutôt celui d'une donneuse anonyme | Roumanie                                            | La Princesse Lia Georgia Triff, épouse du Prince Paul-Philippe Hohenzollern de Roumanie, a donné naissance à Bucarest au Prince Carol Ferdinand, 2,2 kg pour 47 cm, le 11 janvier 2010 ; née le 23 février 1949, elle avait alors 60 ans, 10 mois, et 19 jours. Elle avait précédemment eu une fille en 1973 de sa première union. Par la suite, elle allégua avoir utilisé ses propres ovocytes congelés, une déclaration mise en doute. |
| 60 ans, 9 mois, 10 jours  | 20 novembre 1997     | Elizabeth Ann "Liz" Jeffrey Espley Buttle | Peter Rawston, son 2d époux de 56 ans                                                                  | Conception naturelle sur traitement de fertilisation                                                                          | Royaume-Uni Nation du Pays de Galles                | La Galloise Elizabeth Ann Jeffrey "Liz" Buttle, de Cwmann (près de Lampeter), 45 km au Nord de Swansea, née Espley le 10 février 1937, et mère veuve d'une fille, Belinda, déjà âgée de 41 ans (l'ayant eue, le 19 mai 1956, à seulement 19 ans ¼) de son défunt 1er époux, Tom Buttle, décédé en 1987, une aînée l'ayant faite grand-mère de trois petits-enfants dont l'aîné avait alors déjà 19 ans, a donné naissance à un fils, Joseph "Joe" David, le 20 novembre 1997, par césarienne, à Carmarthen, à 60 ans ¾, un enfant conçu sous traitement de fertilisation après avoir prétendu aux médecins n'avoir que 49 ans, juste sous les 50 de la barre légale, afin d'être éligible aux soins, qu'elle nia par ailleurs ensuite un temps à la presse,. Elle est probablement la mère avec le plus long intervalle de temps entre deux maternités : 41 ans ½ entre sa fille aînée et son fils benjamin... |
| 60 ans                    | Ier siècle av. J.-C. | Cornelia Serpios                          | Serpios, son mari                                                                                      | Conception naturelle | République romaine                                  | Pline le Vieux rapporta le cas de Cornelia Serpios, épouse de Serpios à Pompéi, au Ier siècle av. J.-C., qui lui avait donné un fils, Volusius Saturninus, à l'âge avancé de 60 ans. |
| 60 ans                    | 1986                 | Leontina Albina                           | Son mari                                                                                               | Conception naturelle | Chili                                               | Leontina Albina, de San Antonio, née en 1926 et mariée en 1943, a donné naissance à sa 57e enfant, conçue naturellement, en 1986, à l'âge de 60 ans. Pour relativiser son nombre de maternités, il faut noter qu'elle eut 5 fois des triplés. Elle avait eu le 55e à 55 ans en 1981, et le 56e à 59 en 1985. |
| 60 ans                    | Juillet 2001         | Non identifiée                            | Son mari                                                                                               | FIVETE post-ménopausique avec don d’ovocytes                                                                                  | Japon                                               | Une Japonaise de 60 ans est devenue la mère la plus âgée de Tokyo en donnant le jour, en juillet 2001, à son premier enfant, conçu aux USA d'un traitement de FIV ayant utilisé les ovocytes d'une donneuse asiatique anonyme fécondés par le sperme de son mari. |
| 60 ans                    | Août 2001            | "Aruna"                                   | Son mari                                                                                               | FIVETE post-ménopausique avec don d’ovocytes                                                                                  | Inde                                                | "Aruna", une Indienne de 60 ans de Mumbai, Maharashtra, a donné naissance, en août 2001, à un fils conçu par FIV avec don d'ovocytes. Elle et son époux, mariés vingt-neuf ans plus tôt, étaient restés sans enfant, après les avortements de ses 3 grossesses, toutes praevias. |
| 60 ans                    | 22 mai 2007          | Frieda Birnbaum                           | Ken Birnbaum, son mari de 63 ans                                                                       | FIVETE post-ménopausique avec don d’ovocytes                                                                                  | États-Unis                                          | Dr Frieda Birnbaum, de Saddle River (New Jersey), a donné naissance à des fils jumeaux, Jake et Jared, le 22 mai 2007, à 60 ans. Les bébés, de 2,13 kg chacun, furent délivrés par césarienne. Frieda Birnbaum avait subi un traitement de FIV dans une clinique de fertilité d'Afrique du Sud spécialisée dans le cas des femmes âgées. Elle et son mari, qui avaient un fils de 6 ans bien plus jeune que leurs deux fils et fille aînés de 33 et 29 ans, confièrent avoir souhaité que leur benjamin ait un frère ou une sœur en relatif rapport d'âge pour ne pas grandir seul. Les responsables de la maternité américaine la croient être probablement la femme la plus âgée à avoir accouché de jumeaux aux États-Unis. |
| 60 ans                    | 3 février 2009       | Ranjit Hayer                              | Jagir Hayer, son mari de 60 ans                                                                        | FIVETE post-ménopausique avec don d’ovocytes                                                                                  | Canada                                              | Ranjit Hayer, de Calgary, Alberta, a donné naissance à des fils jumeaux, Mangot et Gurpreet, le 3 février 2009, à 60 ans. Elle était tombée enceinte au moyen de traitements de fertilité et d'une FIV avec don d'ovocytes qu'elle était allée se faire pratiquer en Inde, après avoir connu maintes fausses couches au cours de ses jusque là 43 années de mariage,. |
| 60 ans                    | Fin mai 2009         | Non identifiée                            | Son mari                                                                                               | FIVETE post-ménopausique avec don d’ovocytes                                                                                  | Israël                                              | Une Israélienne de 60 ans a donné naissance à un fils, son premier enfant, fin mai 2009, à Kfar Khadar, aboutissement de quarante années de traitement de fertilité restées jusque là sans résultat. Le nourrisson de 1,95 kg est né avec 5 semaines d'avance, les médecins n'étant pas parvenus à stopper le travail prématuré de la sexagénaire. |
| 60 ans                    | 25 mai 2010          | Wu Cheng                                  | Wu Jingzhou, son mari                                                                                  | FIVETE post-ménopausique avec don d’ovocytes                                                                                  | Chine                                               | Wu Cheng, une Chinoise de 60 ans, a accouché, le 25 mai 2010, par césarienne, à Hefei, de jumelles prématurées. Elle et son mari avaient décidé de passer par un traitement de FIV pour concevoir un autre enfant pour se recréer une descendance après la mort de leur fille de 28 ans Tingting et de leur gendre. Elle a dit après la naissance que « les filles leur donnaient, à elle et à son mari, le courage de vivre encore ». « En dépit du fait que nous soyons vieux tous deux, nous avons confiance en notre aptitude à les élever. » |
| 60 ans                    | 28 septembre 2010    | Non identifiée                            | Son gendre (mère porteuse)                                                                             | FIVETE post-ménopausique avec les ovocytes de sa fille (mère porteuse)                                                        | Brésil                                              | Une Brésilienne de 60 ans de Rio de Janeiro a donné le jour à sa propre petite-fille, Alice, le 28 septembre 2010, après avoir accepté d'agir en mère porteuse pour sa fille de 32 ans, infertile, comme, selon la loi brésilienne, une "subrogée mère" doit être une proche parente de la bénéficiaire. |
| 60 ans                    | 14 juin 2013         | Lilabai                                   | Son mari                                                                                               | Conception naturelle | Inde                                                | Lilabai, une femme de 60 ans du village Rasanpura, dans le district de Khandwa, au sud-ouest de l’État du Madhya Pradesh, déjà mère de deux filles et d’un fils de 13 ans, son dernier né, a été accouchée par césarienne, le 14 juin 2013, d’une fille de 3,5 kg, à l’hôpital Maharaja Yeshwantrao de la ville d’Indore où elle était venue avec son époux visiter de la famille. Ignorant être enceinte d’un 4e enfant à cet âge, elle s’était présentée aux admissions se plaignant de maux de ventre... |
| 59 ans, 9 mois, 11 jours  | 22 mai 2006          | Lauren Cohen                              | Frank Garcia, son 2d mari de 40 ans                                                                    | FIVETE post-ménopausique avec don d’ovocytes                                                                                  | États-Unis                                          | Lauren Cohen, de Paramus (New Jersey), née le 11 août 1946, et déjà mère d'une fille de 27 ans, Renee, de son premier mariage, a donné le jour à des faux jumeaux, une fille et un garçon, Giselle et Gregory, à New York (New York), le 22 mai 2006, à 59 ans, 9 mois, et 11 jours. Elle et son 2d mari, Frank Garcia, avaient précédemment eu ensemble une fille, Raquel, en décembre 2004, d'une première FIV, utilisant déjà les ovocytes d'une donneuse anonyme fécondés par le sperme de Franck. Le couple, devant la question du devenir des embryons surnuméraires (restants) entre une utilisation personnelle, la cession à autrui, ou leur destruction, décida de "tenter à nouveau sa chance". Quant à savoir pourquoi elle avait choisi d'avoir des enfants à un âge si tardif, et cela avec un mari de près de vingt ans son cadet, Lauren a déclaré : « J'ai simplement pensé qu'il eût été injuste pour Frank, en m'épousant, de ne jamais avoir l'opportunité d'avoir un enfant. Il ne me l'a jamais demandé, ne m'a jamais réclamé un enfant, mais je savais que ça le rendrait heureux d'en avoir un. » |
| 59 ans ½                  | 1890                 | Non identifiée                            | Son concubin                                                                                           | Conception naturelle | États-Unis                                          | Depasse a rapporté le cas d'une Américaine qui, veuve à 39 ans et ménopausée à 49, était tombée enceinte presque miraculeusement de son concubin juste avant ses 59 ans, vers 1890, pour donner naissance à 59 ans ½ à un fils, qu'elle avait ensuite allaité jusqu'à ses 6 ans, fût-elle âgée de déjà 65 ans lorsqu'elle le sevra enfin complètement. |
| 59 ans, 4 mois            | 6 décembre 2012      | Oloruntoyin Adeola Alabi                  | Samuel Olasukanmi Alabi, son mari pasteur de 62 ans                                                    | Conception naturelle | Nigeria                                             | Oloruntoyin Adeola Alabi, d'Okota, dans l'État de Lagos, née en août 1953, et semblait-il ménopausée depuis la fin 2007, a donné naissance le 6 décembre 2012, à 59 ans et 4 mois, à sa 2e enfant, Oluwatobi Ayomikun Victoria, conçue naturellement avec son époux Samuel Olasukanmi Alabi, pasteur de 62 ans, avec lequel elle était mariée depuis décembre 1981. Après 3 fausses couches entre 1982 et 1984 dans ses 3 premières années de mariage, elle avait connu 23 ans d'infertilité avant de donner le jour à sa 1re fille, Ayomide, début 2007, à 53 ans ½. |
| 59 ans                    | 1985                 | Leontina Albina                           | Son mari                                                                                               | Conception naturelle | Chili                                               | Leontina Albina, de San Antonio, née en 1926 et mariée en 1943, a donné naissance à son 56e enfant, conçu naturellement, en 1985, à l'âge de 59 ans. Pour relativiser son nombre de maternités, il faut noter qu'elle eut 5 fois des triplés. Elle avait eu le 55e à 55 ans en 1981, et eut la 57e à 60 en 1986. |
| 59 ans                    | 25 décembre 1993     | Jennifer F.                               | Son mari de 45 ans                                                                                     | FIVETE avec don d’ovocytes | Royaume-Uni Angleterre                              | Jennifer F. (patronyme non divulgué), femme d'affaires millionnaire britannique de 59 ans, a donné le jour à des fils jumeaux dans un hôpital de Londres le jour de Noël 1993, après avoir subi un traitement de FIV à Rome, sous la direction du docteur italien Severino Antinori. On utilisa les ovocytes d'une donneuse italienne de 22 ans que l'on féconda avec le sperme du fiancé de 45 ans de Jennifer (devenu son mari en novembre). Le cas induit d'importants débats d'éthique au Royaume-Uni,. |
| 59 ans                    | 20 août 1997         | Dawn Brooke                               | Raymond Brooke, son mari de 64 ans                                                                     | Conception naturelle sous THS                                                                                                 | Guernesey (Îles Anglo-Normandes)                    | Dawn Brooke, de Guernesey, Îles Anglo-Normandes, a donné naissance à un fils par césarienne le 20 août 1997, à 59 ans. Tombée enceinte naturellement de façon inattendue, alors qu'elle se croyait ménopausée, elle a d'abord pris ses symptômes (douleurs, durcissement, et gonflement abdominal) pour les signes d'un cancer. On a pensé que le traitement hormonal substitutif (THS) qu'elle avait suivi pour combattre les effets de son retour d'âge pouvait avoir contribué à sa capacité à ovuler après ladite ménopause,. |
| 59 ans                    | Décembre 2002        | Janise Wulf                               | Scott Wulf, son 2d mari de 45 ans                                                                      | FIVETE post-ménopausique avec don d’ovocytes                                                                                  | États-Unis                                          | Janise Wulf, de Redding (Californie), a donné le jour à un fils, Ian, son 11e enfant, fin 2002, à 59 ans. Le bébé, délivré par césarienne, avait été conçu par FIV. Son médecin affirma que, pour des femmes de plus de 35 ans, donner naissance pouvait comporter des risques, mais qu'il avait accepté de superviser la procédure parce qu'elle était en bonne santé. Elle et son second mari, Scott, ont déclaré avoir voulu avoir des enfants ensemble comme lui n'en avait pas eu de sa précédente union. Janise Wulf avait alors déjà 10 enfants, âgés de 21 à 37 ans, de son 1er mariage, et par eux, 15 petits-enfants et 1 arrière-petit-enfant,. |
| 59 ans                    | Octobre 2004         | Sandra Lennon                             | Michaël Lennon, son 2d mari de 47 ans, à son insu                                                      | FIVETE post-ménopausique avec don d’ovocytes                                                                                  | Royaume-Uni Angleterre                              | Sandra Lennon, de Byfleet, Surrey, a donné le jour à son fils Alex en octobre 2004, à 59 ans. C'était là son 2e enfant né d'une FIV, le premier, son fils Joshua, en étant déjà né début 2003. Les 2 garçons furent conçus avec les ovocytes d'une donneuse fécondés par le sperme de son mari. Elle qui avait déjà 2 enfants adultes (Glen, 32 ans, et Lisa, 29) de son 1er mariage (et par eux 4 petits-enfants), dit avoir décidé de passer par la FIV après avoir rencontré son 2d mari, Michael. Mais, plus tard, on apprit que, quoiqu'ils furent officiellement mariés, ils n'avaient jamais vécu ensemble et Michael ne sut qu'Alex était né que 2 semaines après. On se rendit alors compte que, s'il avait donné son accord pour la conception in vitro du premier enfant, Sandra en avait fait concevoir un autre, 18 mois plus tard, avec son sperme congelé conservé de la première fois, sans même qu'il fût au courant. Ses manigances ont précipité leur divorce. |
| 59 ans                    | 13 septembre 2005    | Svetlana Glazyrina                        | Ilgizar Glazyrin, son mari de 57 ans                                                                   | FIVETE post-ménopausique avec don d’ovocytes                                                                                  | Russie                                              | Svetlana Glazyrina, de Sotchi, a donné naissance à son premier enfant, Camille Rinat, un fils de 3,8 kg pour 54 cm, le 13 septembre 2005, à l'âge de 59 ans. Elle essayait d'avoir des enfants depuis son mariage à 44 ans. Après 7 grossesses avortées (fausses couches), elle décida de passer par un traitement de FIV. |
| 59 ans                    | Printemps 2008       | Non identifiée                            | Son mari de 71 ans                                                                                     | FIVETE post-ménopausique avec don d’ovocytes                                                                                  | Royaume-Uni Nation d' Angleterre originaire d' Inde | Une Britannique d'origine indienne de 59 ans a donné le jour, en 2008, avant l'été, dans les Midlands, à des filles jumelles conçues par FIV en Inde. Son mari venait d'avoir 72 ans à la naissance des filles. |
| 59 ans                    | 6 septembre 2008     | Non identifiée                            | Son mari                                                                                               | FIVETE post-ménopausique avec les ovocytes d'une donneuse anonyme vietnamienne                                                | France originaire du Viêt Nam                       | Une Française d'origine vietnamienne de 59 ans a donné le jour par césarienne à des triplés, deux garçons et une fille, le 6 septembre 2008. Elle serait passée par une clinique privée vietnamienne prête à passer outre l'âge limite pour le don d'ovules et la FIV, fixé à 45 ans au Vietnam. Le don d'ovocytes est permis en France, mais la plupart des cliniques de fertilité y fixent l'âge limite à 42 ans pour les futures mères[réf. nécessaire]. |
| 58 ans, 8 mois ¼          | Juillet 1992         | Miranda Martino                           | Son mari                                                                                               | FIVETE avec don d’ovocytes | Italie                                              | La chanteuse italienne Miranda Martino a donné naissance, début juillet 1992, à un fils conçu d'une FIV avec don d'ovocytes. Née le 26 octobre 1933, elle avait alors 58 ans et à peine plus de 8 mois. |
| 58 ans ½                  | 1998                 | Lin Fu-mei                                | Son mari                                                                                               | Conception naturelle sous THS                                                                                                 | Taïwan (République de Chine)                        | Lin Fu-mei, une Taïwanaise de 58 à 59 ans (âge incertain), a donné le jour, en 1998, à des jumelles conçues naturellement, sous traitement hormonal substitutif (THS) de sa ménopause supposée. |
| 58 ans, 5 mois            | Décembre 2007        | Türkan Katicelik                          | Selim Katicelik, son mari de 64 ans                                                                    | FIVETE avec les ovocytes d'une donneuse anonyme de 25 ans                                                                     | Allemagne                                           | Türkan Katicelik, une Turque d'un âge déjà avancé vivant à Aschaffenbourg, à l'extrémité Nord-Ouest de la Bavière, a donné naissance, en décembre 2007, à une fille, Karya, de 2,1 kg pour 46 cm, qui fut délivrée par césarienne. Elle avait connu plusieurs fausses couches avant de parvenir à donner le jour à cette enfant, sa première, en passant par une FIV avec les ovocytes d'une donneuse anonyme de 25 ans. En 2008, elle livra être un peu plus jeune que ce qu'il avait été précédemment rapporté, à cause d'une erreur dans les fichiers d'État Civil : elle allait avoir 60 ans en juillet 2009, ce qui signifiait qu'elle en avait presque 58 ½ lors de son accouchement,. |
| 58 ans, 4 mois            | Décembre 2004        | Lauren Cohen                              | Frank Garcia, son 2d mari de 39 ans                                                                    | FIVETE post-ménopausique avec don d’ovocytes                                                                                  | États-Unis                                          | Lauren Cohen, de Paramus (New Jersey), née le 11 août 1946, et déjà mère d'une fille de 26 ans, Renee, de son premier mariage, a donné le jour à une fille, Raquel, à New York (New York), en décembre 2004, à l'âge de 58 ans et 4 mois, après un traitement de FIV avec don d'ovocytes. Elle et son 2d mari, Frank Garcia, auront encore ensemble, en mai 2006, des faux jumeaux, garçon et fille, d'une nouvelle FIV réalisée à partir des embryons surnuméraires restant de la 1re campagne couronnée de succès, lorsqu'on donna le choix de les utiliser, les donner à un autre couple stérile, ou les détruire. Elle avait alors 59 ans et presque 10 mois. Quant à savoir pourquoi elle avait choisi d'avoir des enfants à un âge si tardif, et cela avec un mari de près de vingt ans son cadet, Lauren a déclaré : « J'ai simplement pensé qu'il eût été injuste pour Frank, en m'épousant, de ne jamais avoir l'opportunité d'avoir un enfant. Il ne me l'a jamais demandé, ne m'a jamais réclamé un enfant, mais je savais que ça le rendrait heureux d'en avoir un. » |
| 58 ans                    | 1757                 | Non identifiée                            | Son mari                                                                                               | Conception naturelle | Royaume de Prusse                                   | Albrecht von Haller (16 octobre 1708 – 12 décembre 1777), anatomiste, physiologiste, naturaliste, et poète suisse alémanique, a rapporté le cas d'une Prussienne qui avait donné naissance à une fille de son mari en 1757, à l'âge déjà avancé de 58 ans. |
| 58 ans                    | 24 décembre 1818     | Mrs George Saunders                       | Son mari                                                                                               | Conception naturelle | Royaume-Uni Angleterre                              | "The Royal Cornwall Gazette" du 2 janvier 1819 rapportait la naissance de jumeaux, lors du réveillon de Noël précédent, de Madame George Saunders, l'épouse d'un chausseur londonien, dans sa 59e année de vie. Son précédent enfant était né 35 ans auparavant. |
| 58 ans                    | Septembre 1965       | Doris Beckford                            | Son mari                                                                                               | Conception naturelle | Royaume-Uni Angleterre                              | Doris Beckford, de Londres, a donné naissance à son 4e enfant, en septembre 1965, à 58 ans. S'étant rendue consulter des médecins début 1965 pour une aménorrhée et une distension de l'abdomen, elle s'était entendu diagnostiquer un kyste ovarien, et avait pris rendez-vous pour une opération de retrait chirurgical. Mais, lors de son admission à l'hôpital le jour convenu du mois de juin, alors qu'on était sur le point de la placer sous anesthésie générale, on se rendit compte, en l'examinant, qu'elle était en fait enceinte de 6 mois, une chose que l'on n'avait osé imaginer au su de son âge. Une petite fille en bonne santé naquit trois mois plus tard. |
| 58 ans                    | 1991                 | Non identifiée                            | Son mari                                                                                               | FIVETE avec don d’ovocytes | Danemark                                            | Une Danoise de 58 ans a donné le jour en 1991à un fils conçu d'une FIV, à partir des ovocytes d'une donneuse anonyme fécondés par le sperme de son mari. |
| 58 ans                    | 8 mars 1995          | Emilia Bacco                              | Son mari                                                                                               | FIVETE avec don d’ovocytes | Italie                                              | Emilia Bacco, une habitante de 58 ans de Salernes, a donné naissance à des fils jumeaux le 8 mars 1995, après une FIV avec les ovocytes d'une donneuse anonyme fécondés par le sperme de son mari. |
| 58 ans                    | Octobre 2001         | "Pragna"                                  | Son mari                                                                                               | FIVETE avec don d’ovocytes suposée                                                                                            | Inde                                                | "Pragna", une Indienne de 58 ans de Mumbai, Maharashtra, a accouché d'un fils par césarienne en octobre 2001. Le recours à la FIV est supposé. |
| 58 ans                    | Septembre 2002       | Janet Bosher                              | Le géniteur des embryons cédés                                                                         | FIVETE avec don d'embryons | Royaume-Uni Angleterre                              | Janet Bosher a donné naissance à ses faux jumeaux Sarah et James à Londres en septembre 2002, à l'âge de 58 ans, après une FIV avec don d'embryons (son partenaire de 63 ans, Martin Maslin, apparemment stérile lui aussi), pratiquée à la clinique privée du Professeur Ian Craft. En janvier 2003, Martin Maslin succomba à une attaque cardiaque à 64 ans, cinq mois à peine après la naissance des jumeaux. Après sa mort, la sagesse du couple qui, proche de la retraite, avait reçu un traitement de fertilité, a été vivement débattue. |
| 58 ans                    | 8 mars 2003          | Samira Ellis                              | Son compagnon                                                                                          | FIVETE avec don d’ovocytes | Suède originaire d' Israël                          | Samira Ellis, d'origine israélienne, a donné naissance à des faux jumeaux, garçon et fille, Elias et Solva, en Suède, le 8 mars 2003, à l'âge de 58 ans. |
| 58 ans                    | 1er décembre 2006    | Ann Stopler                               | Ayal Chomsky, son gendre (mère porteuse)                                                               | FIVETE avec les ovocytes de sa fille (mère porteuse)                                                                          | États-Unis                                          | Ann Stolper, de Delray Beach, a donné le jour à ses propres petites-filles jumelles, Itai et Maya, le 1er décembre 2006, à 58 ans, ayant agi comme mère porteuse pour sa fille Caryn Stopler Chomsky et son mari Ayal Chomsky. Caryn avait subi une hystérectomie à 25 ans lorsqu'on lui avait diagnostiqué un cancer du col de l'utérus, et n'était plus capable de porter elle-même ses enfants. |
| 58 ans                    | 26 mai 2010          | Non identifiée                            | Son mari                                                                                               | FIVETE avec don d’ovocytes | Italie                                              | Une Turinoise de 58 ans a donné le jour à une fille le 26 mai 2010, à l'hôpital Sant'Anna, après une FIV avec don d'ovocytes réalisée à l'étranger, la pratique étant interdite en Italie. |
| 58 ans                    | 31 mai 2010          | "Cicly"                                   | Son mari                                                                                               | FIVETE | Inde                                                | Une Indienne de Muvattupuzha, Ernakulam, Kerala, prénommée Cicly, a donné le jour à un fils à 58 ans, le 31 mai 2010, à l'hôpital St. George, après une FIV avec don supposé d'ovocytes. Leur premier fils mort à 3 ans des années auparavant, et le second décédé à 16 dans un accident en 2008, elle et son mari avaient alors décidé d'essayer d’avoir un nouvel enfant. |
| 58 ans                    | Septembre 2011       | Non identifiée                            | Son mari de 65 ou 72 ans                                                                               | FIVETE avec don d’ovocytes | Italie                                              | Une Milanaise de 58 ans a donné naissance à des faux jumeaux, un garçon et une fille, en septembre 2011, après avoir reçu un traitement de FIV avec don d'ovocytes à l'étranger. Elle et son époux mécanicien de 65 ans (72 ans selon une autre source) essayaient de concevoir naturellement depuis vingt-sept ans. |
| 58 ans                    | 9 mai 2012           | Maria Addolorata Montuori                 | Salvatore Manzo, son mari de 59 ans                                                                    | FIVETE post-ménopausique avec don d’ovocytes                                                                                  | Italie                                              | Maria Addolorata Montuori, une femme de 58 ans de Boscoreale, près de Naples, en Campanie, a donné naissance à des triplés, 1 fille, Giovanna, et 2 garçons, Alessandro et Adriano, le 9 mai 2012, à l'Hôpital Général de Naples, après un traitement de FIV post-ménopausique avec don d'ovocytes fécondés par le sperme de son mari de 59 ans, Salvatore Manzo. |
| 58 ans                    | Février 2013         | Catherine "Cathy" Donnelly                | Jamie Fisher, son gendre (mère porteuse)                                                               | FIVETE post-ménopausique avec les ovocytes de sa fille infertile (mère porteuse)                                              | Canada                                              | Cathy Donnelly, de London (Ontario), une femme ménopausée de 58 ans, mère de 3 enfants et aïeule de 6 petits-enfants, agissant là en tant que mère porteuse pour sa fille Shannon Donnelly Fisher dont l'utérus scarifié de cicatrices s'était avéré infertile, doit donner naissance début février 2013 à sa propre petite-fille, Zoey Hope Catherine, conçue, par FIV post-ménopausique, d'un ovocyte de sa fille fécondé par le sperme de son gendre, Jamie Fisher. |
| 57 ans ½                  | Janvier 2003         | Sandra Lennon                             | Michaël Lennon, son 2d mari de 45 ans                                                                  | FIVETE post-ménopausique avec don d’ovocytes                                                                                  | Royaume-Uni Angleterre                              | Sandra Lennon, de Byfleet, Surrey, a donné le jour à son fils Joshua début 2003, à 57 ans ½, après une FIV. Elle a encore eu par la suite un second fils, Alex, par le même procédé, en octobre 2004. Elle qui avait déjà 2 enfants adultes (Glen, 30 ans, et Lisa, 27) de son 1er mariage (et par eux 3 petits-enfants), dit avoir décidé de passer par la FIV après avoir rencontré son 2d mari, Michael. Mais, plus tard, on apprit que, quoiqu'ils furent officiellement mariés, ils n'avaient jamais vécu ensemble et Michael ne sut qu'Alex, leur 2d fils, était né, que 2 semaines après. En fait, après qu'il avait validé la 1re conception, elle s'était fait faire un 2e enfant par FIV avec son sperme congelé sans même l'en avoir avisé. Par ses mensonges et manigances, elle se mit à dos ses deux aînés, et amena Michael au divorce. |
| 57 ans, 5 mois            | 28 mars 2008         | Susan Tollefsen                           | Nick Mayer, son partenaire de 46 ans                                                                   | FIVETE avec don d’ovocytes | Royaume-Uni Angleterre                              | Susan Tollefsen, une Anglaise d'origine norvégienne de Laindon, Essex, née en octobre 1950, a donné le jour à son premier enfant, sa fille Freya, le 28 mars 2008, à l'âge de 57 ans, après une FIV avec don d'ovocytes. Comme on avait refusé de la traiter en Grande-Bretagne compte tenu de son âge, elle s'était rendue pour cela en Russie et en Pologne. Deux ans plus tard, prête à avoir un nouvel enfant, elle fut cette fois admise dans une Clinique pour Femmes londonienne, devenant la Britannique la plus âgée à accéder à ce type de traitement, avant de décider par la suite de finalement abandonner son projet de nouvelle maternité, afin de ne pas mettre sa santé en péril. |
| 57 ans, 4 mois, 7 jours   | 18 octobre 1956      | Ruth Alice Kistler                        | Son mari                                                                                               | Conception naturelle sous THS                                                                                                 | États-Unis                                          | Ruth Alice Kistler, de Portland (Oregon), née le 11 juin 1899, a donné le jour à sa fille Susan le 18 octobre 1956 à Los Angeles, à l'âge de 57 ans et 129 jours. Cette maternité précédant l'avènement de la fécondation in vitro (FIV), elle est donc une des femmes les plus âgées connues à avoir conçu naturellement,. Quand elle est décédée en 1982, à 82 ou 83 ans, sa fille avait 25 ou 26 ans. |
| 57 ans, 4 mois            | 24 novembre 1972     | Anna Martin                               | Raymond Martin, son mari de 55 ans                                                                     | Conception naturelle sous THS                                                                                                 | États-Unis                                          | Anna Martin, de Broken Arrow (Oklahoma), près de Tulsa, déjà mère de 6 enfants, l'aîné, Louis, alors âgé de 25 ans, a donné le jour par césarienne, le 24 novembre 1972, à 57 ans et 4 mois, à une fille, Mary-Jane, de plus de 4,4 kg ! Elle avait déjà eu ses deux précédents enfants à passé cinquante ans : une fille, Irene, à l'été 1967, à 52 ans, puis un fils, Donnie-Ray, l'été 1970, à 55 ans. Si ces deux grossesses-là avaient été totalement naturelles, la dernière, elle, est supposée avoir été favorisée par un soutien hormonal de substitution, sa ménopause alors installée. |
| 57 ans                    | 14 mars 1996         | Natalya Alexeevna Surkova                 | Son 2d mari                                                                                            | Conception naturelle sous THS                                                                                                 | Russie                                              | Natalya Alexeevna Surkova est devenue la mère la plus âgée de Russie en donnant le jour à sa fille Sasha, 3,45 kg pour 51 cm, le 14 mars 1996, à l'âge de 57 ans. Elle était tombée enceinte naturellement, alors que, constatée entrée en pré ménopause, cela faisait un an et demi qu'elle était sous traitement hormonal substitutif (THS). Mère divorcée de deux enfants adultes (un fils, Elie, 33 ans, et une fille, Natalia, 21 ans), elle voulut avoir un enfant de plus comme son nouveau partenaire n'en avait pas. |
| 57 ans                    | 12 décembre 1998     | Judith Cates                              | Carl M. Cates Jr, son mari de 48 ans                                                                   | FIVETE | États-Unis                                          | Judith Cates, d'Evansville (Indiana), a donné naissance à des jumelles, Margaret Jan Marie (Maggi) et Carli Sue Morgan (Carli), le 12 décembre 1998, à 57 ans. Tombée enceinte à cet âge d'une FIV, elle expliqua qu'elle et son mari Carl étaient souvent pris à tort pour les grands-parents des fillettes. |
| 57 ans                    | 2004                 | Non identifiée                            | Un donneur de sperme illégal, mineur de 15 ans, semble-t-il                                            | FIVETE | Inde                                                | Une femme de 57 ans de Jayaprakash Narayan Nagar, au Sud de Bangalore, Karnataka, a donné naissance, en 2004, à des triplés, 1 fille et 2 garçons. De la caste des Brahmanes (savants lettrés), elle avait réclamé d'être inséminée avec la semence d'un homme de sa classe. Dans l'incapacité d'en trouver dans le secteur public, banques de gamètes gouvernementales, elle finit par s'adresser à une clinique privée de fertilité n'hésitant pas à accepter des dons de sperme de jeunes de moins de 18 ans. Le géniteur Brahmane de ses enfants serait ainsi un mineur de 15 ans. Bien que les lignes directrices du Conseil Indien de la Recherche Médicale (ICMR) interdisent strictement de recevoir des dons de sperme de mineurs, de nombreux adolescents et professionnels de la santé enfreignent régulièrement la loi dans le seul but de gagner davantage d'argent, d'où une très nette hausse des dons par de jeunes garçons à peine pubères. |
| 57 ans                    | 20 avril 2005        | Rosie Swain                               | Jay Swain, son mari                                                                                    | FIVETE post-ménopausique avec don d’ovocytes                                                                                  | États-Unis                                          | Rosie Swain a donné naissance naturellement à des faux jumeaux, fille et garçon, Diana et Christian, le 20 avril 2005, à 57 ans. Elle et son mari Jay, qui étaient déjà 6 fois grands-parents et 4 fois arrière-grands-parents, par leurs 6 aînés, avaient décidé de passer par une FIV afin de donner un cadet proche en âge à leur fils dernier-né de 6 ans, Jimmy. |
| 57 ans                    | 13 juillet 2008      | "Vera"                                    | Son mari                                                                                               | Conception naturelle | Ukraine                                             | Une Ukrainienne de 57 ans a donné le jour, par césarienne, à Kiev, le 13 juin 2008, à un fils, Andrei, de 3,9 kg. Son premier fils mort à 20 ans, elle avait entretemps donné naissance à des fils jumeaux, qui étaient à leur tour morts au bout de 10 jours, avant qu'avec son mari, ils décident de tenter une fois encore l'aventure de la parentalité. |
| 57 ans                    | 2010                 | Non identifiée                            | Inconnu                                                                                                | FIVETE avec don d’ovocytes | Australie                                           | Une femme de 57 ans a donné naissance en 2010, à Perth, Australie-Occidentale, à un bébé conçu par FIV avec don d'ovocytes. |
| 57 ans                    | Août 2010            | Pamela Butler                             | Son gendre (mère porteuse)                                                                             | FIVETE avec les ovocytes de sa fille (mère porteuse)                                                                          | Royaume-Uni Nation du Pays de Galles                | La Galloise Pamela Butler, de Blackwood (Caerphilly), a donné le jour, en août 2010, à 57 ans, à son propre petit-fils Josef, en tant que mère porteuse pour sa fille de 35 ans, Nichola, qui avait toujours échoué dans ses tentatives d'avoir un bébé par elle-même. En portant son enfant pour elle, sa mère est devenue la "subrogée mère" la plus âgée de Grande-Bretagne. |
| 57 ans                    | 1er novembre 2010    | Non identifiée                            | Son mari supposé                                                                                       | FIVETE | Australie originaire d' Inde                        | Une femme de 57 ans d’origine indienne est devenue la mère de jumeaux la plus âgée d'Australie le 1er novembre 2010, en donnant le jour, à Perth, Australie-Occidentale, à deux nourrissons conçus, en Inde, d'une FIV à partir des ovocytes d’une donneuse anonyme. |
| 57 ans                    | Novembre 2010        | Non identifiée                            | Un donneur de sperme anonyme indien                                                                    | FIVETE | Australie originaire d' Inde                        | Une Indienne de 57 ans est devenue la mère la plus âgée d'Australie en novembre 2010, en donnant le jour, à Melbourne, à une fille conçue d'une FIV ayant utilisé le sperme d'un donneur anonyme indien envoyé depuis l'Inde. |
| 57 ans                    | 18 septembre 2011    | Silvana Sofia                             | Son mari de 70 ans                                                                                     | FIVETE avec don d’ovocytes | Italie                                              | Silvana Sofia, une doctoresse de 57 ans, a donné le jour à deux vraies jumelles, Karola Pia et Adriana Cristina, le 18 septembre 2011, à Salernes. Son mari avait alors 70 ans. |
| 57 ans                    | 28 novembre 2011     | Non identifiée                            | Son mari                                                                                               | FIVETE avec don d’ovocytes | États-Unis                                          | Une Californienne de 57 ans a donné naissance à des fils jumeaux à Palm Springs, le 28 novembre 2011[citation nécessaire]. |
| 57 ans                    | 26 septembre 2012    | "Park"                                    | Son mari de 60 ans                                                                                     | FIVETE post-ménopausique avec don d’ovocytes                                                                                  | Corée du Sud                                        | Une Sud-Coréenne de 57 ans (née en 1955), surnommée "Park", a donné naissance par une césarienne pratiquée à 36 semaines, le 26 septembre 2012, au Centre Médical Obstétrique Asan de Séoul, à deux fausses jumelles de 2,23 kg et 2,63 kg. Après 27 ans d'essais infructueux à concevoir naturellement avec son mari, à cause de l'obstruction de ses trompes de Fallope, elle avait connu sa ménopause à 45 ans, déjà douze ans auparavant, quand elle avait finalement eu, là, recours à une FIV avec don d'ovocytes. |
| 56 ans, 11 mois, 27 jours | 9 novembre 2004      | Aleta St. James                           | 2 donneurs de sperme anonymes                                                                          | FIVETE avec don d’ovocytes | États-Unis                                          | Aleta St. James, née le 12 novembre 1947, a donné le jour à des faux jumeaux, un garçon et une fille, Gian et Francesca, au Mount Sinai Hospital de New York (New York), le 9 novembre 2004, tout juste 3 jours avant son 57e anniversaire, tombée enceinte après un traitement de FIV avec don d'ovules, fécondés par le sperme de deux donneurs différents. |
| 56 ans                    | 24 mai 2001          | Lynn Bezant                               | Derek Bezant, son mari                                                                                 | FIVETE avec don d’ovocytes | Royaume-Uni Angleterre                              | Lynn Bezant, de Croughton, Northamptonshire, a donné le jour à des faux jumeaux, fille et garçon, Susan et David, par césarienne, le 24 mai 2001, à 56 ans, après avoir reçu un traitement de fertilité. Déjà mère de trois enfants adultes avec son mari Derek, mais désireuse d’en avoir à nouveau, elle a obtenu de recevoir les ovocytes d'une donneuse anonyme qui ont été fécondés avec le sperme de son mari. Le couple avait en effet toujours voulu avoir une plus large famille mais avait connu des revers : Lynn avait d'abord accouché de jumeaux mort-nés, puis fait une fausse-couche. |
| 56 ans                    | Janvier 2002         | Non identifiée                            | Son mari                                                                                               | FIVETE avec don d’ovocytes | Inde                                                | Une Indienne de 56 ans de Kerala, dans le Sud de l'Inde, a donné naissance par césarienne, début 2002, à un fils conçu par FIV avec don d'ovocytes. |
| 56 ans                    | 2006                 | Non identifiée                            | Inconnu                                                                                                | FIVETE avec don d’ovocytes | Australie                                           | Une femme de 56 ans du Queensland, a donné naissance, en 2006, à un bébé conçu d'une FIV avec don d'ovocytes. |
| 56 ans                    | 10 janvier 2008      | Raisa Akhmadeeva                          | Rachid Akhmadeeva, son mari                                                                            | Conception naturelle supposée                                                                                                 | Russie                                              | Raisa Akhmadeeva a donné le jour à son premier enfant, un fils, à Oulianovsk, le 10 janvier 2008, à l'âge de 56 ans. Son mari Rachid avait déjà 3 enfants de sa précédente union, mais ils voulurent toujours avoir un enfant ensemble. |
| 56 ans                    | 11 octobre 2008      | Jacilyn Dalenberg                         | Joe Coseno, son gendre (mère porteuse)                                                                 | FIVETE avec les ovocytes de sa fille (mère porteuse)                                                                          | États-Unis                                          | Jacilyn Dalenberg (ex Wooster), de Mansfield, dans le Comté de Richland (Ohio), a donné naissance, le 11 octobre 2008, à 56 ans, à ses 3 propres petites filles, Elisabeth Jacilyn, et les vraies jumelles Carmina Ann et Gabriella Claire, ayant agi comme mère porteuse pour sa fille Kim Wooster Coseno et le mari de celle-ci Joe Coseno (résidant à Ashland (Ohio), dans le comté limitrophe éponyme). Déjà mère de deux enfants, une fille, Brittni (Wilkinson) et un garçon, Colin (Anderson), de ses deux précédents compagnons, Kim Wooster était devenue infertile après avoir donné naissance à son fils. |
| 56 ans                    | 26 mai 2010          | Gabriella De Ambrosis                     | Luigi De Ambrosis, son mari de 69 ans                                                                  | FIVETE avec don d’ovocytes | Italie                                              | Gabriella De Ambrosis a donné le jour à son premier enfant, sa fille Viola, le 26 mai 2010, à l'âge de 56 ans, après avoir reçu un traitement de FIV à l'étranger. Elle avait épousé son mari Luigi en 1990, et ils essayaient depuis des années de concevoir naturellement sans succès, et s'étaient vu refuser deux demandes d'adoption. En septembre 2011, une Cour italienne a ordonné que leur fille leur soit retirée et soit prise en charge par un organisme d'État, ayant jugé que Gabriella, bibliothécaire de 57 ans, et son mari, retraité de 70 ans, étaient trop vieux pour s'en occuper convenablement,. |
| 56 ans                    | Été 2011             | Savita Bhati                              | Son mari                                                                                               | FIVETE avec don d’ovocytes | Inde                                                | Sativa Bhati, restée sans enfant après 34 ans de mariage, a dépensé 60 000 roupies pour concevoir par FIV avec don d'ovocyte et enfin donner naissance, milieu 2011, à 56 ans, à un petit Chirag. |
| 55 ans 11 mois ¾          | 22 mars 1999         | Pauline Lyon                              | David Lyon, son 2d mari de 54 ans                                                                      | FIVETE | Royaume-Uni Angleterre                              | Pauline Lyon, née fin mars 1943, a donné le jour à un fils, Brodie, à l'hôpital d'Hinchingbrooke, à Huntingdon, Cambridgeshire, le 22 mars 1999, à 55 ans et 11 mois ¾, après un traitement de FIV. Elle avait déjà eu une fille peu avant 52, fin février 1995, après le même traitement, et avait voulu, avec son 2d mari, que celle-ci ait un cadet pour grandir avec elle. Hormis ces petits derniers, elle avait aussi une fille adulte de son premier mariage. |
| 55 ans ¾                  | Octobre 2005         | Annegret Raunigk                          | Son 5e mari                                                                                            | Conception naturelle | Allemagne                                           | Annegret Raunigk, une Berlinoise de 55 ans ¾, professeur d’anglais et de russe, déjà mère de 12 enfants (5 filles et 7 garçons) alors âgés de 13 à 34 ans – Antje (♀) 34, Ellen (♀) 31, Bjarne (♂) 30, Torben (♂) 27, Lieven (♂) 25, Tjard (♂) 24, Inken (♀) 23, Svea (♀) 20, Lennart (♂) 19, Velten (♂) 18, Ingvar (♂) 17, et Auda (♀) 13, portant tous des prénoms nordiques afin d'être bien distincts de ceux de ses élèves, expliqua-t-elle –, nés de cinq pères différents, et grand-mère de 6 petits-enfants âgés de 16 ans à 6 mois, a donné le jour, fin octobre 2005, dans la capitale allemande, à une fille, Lelia, sa 13e enfant, conçue naturellement. Née début 1950, elle avait eu sa première enfant à même pas 22 ans, trente-quatre ans plus tôt. Mariée et divorcée 5 fois des 5 pères de ses enfants, elle avait dû, peu avant cette ultime maternité, fuir avec ses six cadets vivant encore avec elle, en Hongrie, où est né son dernier petit-fils,. |
| 55 ans, 4 mois, 19 jours  | 9 septembre 1987     | Kathleen Campbell                         | Sydney Campbell, son mari de 65 ans                                                                    | Conception naturelle | Royaume-Uni Angleterre                              | Kathleen Campbell, de Cotmanhay, 2 km au Nord d'Ilkeston, Derbyshire, et 4 km à l'Ouest de Kimberley, Nottinghamshire, née le 21 avril 1932, et déjà faite grand-mère par l'un de ses six aînés âgés de 16 à 22 ans, a donné naissance par césarienne, le 9 septembre 1987, à l'âge de 55 ans et 141 jours, à son 7e enfant, un fils de 2,92 kg prénommé Isaac Joby, conçu naturellement,. |
| 55 ans, 4 mois            | Août 1994            | Elzabeth Clare Prophet                    | Edward Francis, son 5e mari de 43 ans                                                                  | Conception naturelle | États-Unis                                          | Elizabeth Clare Prophet, leader de l'Église Universelle et Triomphante de Livingston (Montana), fondée par son 2e époux dont elle a gardé le nom, Mark Prophet, père de ses 4 grands enfants âgés de 22 à 29 ans, a donné le jour, début août 1994, à son cinquième, premier de son 5e époux de 43 ans, Edward Francis, vice-président de l'Église, avec qui elle s'était remariée en 1981. Née le 8 avril 1939, elle avait alors 55 ans et 4 mois. |
| 55 ans, 4 mois            | Novembre 2004        | Lyn Mason                                 | Ian Mason, son mari de 56 ans                                                                          | FIVETE avec don d’ovocytes | Nouvelle-Zélande                                    | Après 6 fausses couches, dont une quadruplés en 1982, et plusieurs échecs de FIV, la Néo-Zélandaise Lyn Mason avait fini par concevoir naturellement l'été 1987, à 38 ans, une fille, née en avril 1988. Les malheurs la poursuivant, cette enfant qu'ils avaient eu tant de mal à avoir avec son mari Ian, qui était déjà née sous de mauvais hospices, la semaine de la mort de sa tante Corynne, sœur unique de Lyn, allait mourir à 12 ans, en 2000, dans un accident de voiture, avec sa grand-mère Mary, mère de Lyn. Le couple s'en relevant difficilement, retenta alors le parcours du combattant des FIV avec dons d'ovocytes, et, après de nouveaux échecs, vit naître un fils, Dean, en août 2002, faisant de Lyn, née en juillet 1949, la mère la plus âgée de Nouvelle-Zélande à 53 ans et 1 mois, puis une fille, Celine, en novembre 2004, Lyn âgée cette fois de 55 ans et 4 mois. |
| 55 ans, 2 mois, 10 jours  | 7 mars 1931          | Mary Higgins                              | Son mari                                                                                               | Conception naturelle | Irlande                                             | Mary Higgins, de Cork, née le 7 janvier 1876, a donné le jour à son premier enfant alors qu'elle était déjà âgée de 55 ans et 69 jours, le 17 mars 1931, le jour de la Saint-Patrick, la fête nationale irlandaise. Le cas fut rapporté le 5 juillet 1932,. |
| 55 ans, 3 jours           | 1936                 | Winifred Wilson                           | Son mari                                                                                               | Conception naturelle | Royaume-Uni Angleterre                              | Winifred Wilson, d'Eccles, à l'Ouest de Manchester, dans le comté éponyme du Grand Manchester, a accouché de son 10e enfant en 1936, à 55 ans et 3 jours. Elle fut la Britannique la plus âgée à avoir donné naissance jusqu'en septembre 1987, quand Kathleen Campbell, de Nottingham, toujours en Angleterre, donna le jour à un fils à 55 ans et 141 jours, soit 4 mois ½ de plus,. |
| 55 ans                    | 1723                 | Non identifiée                            | Son mari                                                                                               | Conception naturelle | Saint-Empire                                        | Des livres médicaux du XIXe siècle citent le cas remarquable d'une "Allemande" devenue, en 1723, mère d'une fille de son mari, à l'âge de 55 ans. |
| 55 ans                    | Juillet 1970         | Anna Martin                               | Raymond Martin, son mari de 52 ans                                                                     | Conception naturelle | États-Unis                                          | Anna Martin, de Broken Arrow (Oklahoma), près de Tulsa, déjà mère de 5 enfants, l'aîné, Louis, alors âgé de 23 ans, a donné le jour par césarienne à un fils, Donnie-Ray, durant l'été 1970, à l'âge de 55 ans. Elle avait déjà eu son précédent enfant, une fille, Irene, l'été 1967, à 52 ans, et eut encore une autre fille, Mary-Jane, plus de deux ans après, en novembre 1972, à 57 ans et 4 mois. |
| 55 ans                    | 1981                 | Leontina Albina                           | Son mari                                                                                               | Conception naturelle | Chili                                               | Leontina Albina, de San Antonio, née en 1926 et mariée en 1943, a donné naissance à son 55e enfant déclaré, conçu naturellement, en 1981, à l'âge de 55 ans. Pour relativiser son nombre de maternités, il faut noter qu'elle eut 5 fois des triplés. Elle aurait encore eu deux enfants en 1985 et 1986, à 59 et 60 ans. |
| 55 ans                    | 1995                 | Angelina Calabro                          | Son mari                                                                                               | Conception naturelle | Australie                                           | Angelina Calabro, réputée être, à 55 ans, la mère la plus âgée de l'État de Victoria, a donné le jour, en 1995, à son 1er enfant, une petite Carmelina, qu'elle assure avoir conçue naturellement avec son époux. |
| 55 ans                    | 18 avril 1998        | Merryl T. Fudel                           | Un donneur de sperme anonyme unique                                                                    | FIVETE | États-Unis                                          | Merryl T. Fudel, une femme de 55 ans restée sans enfant de ses 5 mariages achevés en autant de divorces, a donné naissance à des quadruplés, 3 filles, Brooke, Brianna, et Brittany, et 1 garçon, Dario, à San Diego, le 18 avril 1998, après un traitement de FIV avec don de sperme. Elle est probablement la mère de quadruplés la plus âgée jamais vue. Les quatre bébés, de petits poids, sont nés à 27 semaines (à peine plus de 6 mois) ; la plus petite d'entre eux, Brooke, pesait seulement 298 g, et n'a pas survécu plus de 8 jours. Quant aux trois autres, miraculés, la mère a choisi de ne garder que le garçon, et de faire adopter les deux filles,... |
| 55 ans                    | 22 février 2000      | Marilyn McReavy Nolen                     | Randy Nolen, son mari de 48 ans                                                                        | FIVETE avec don d’ovocytes | États-Unis                                          | Marilyn Nolen (née McReavy), médaillée d'or olympique de volley-ball aux J.O. de Mexico 1968, et entraîneur de l'équipe féminine universitaire de St. Louis, a donné le jour à des fils jumeaux, Travis et Ryan, le 22 février 2000, à l'âge de 55 ans. Essayant depuis qu'elle avait épousé son mari, Randy Nolen, en 1988, de concevoir un enfant, et s'étant vu refuser l'adoption devant son âge, elle s'était résignée, en 1998, après 10 ans d'insuccès, à en passer par une FIV, avec don d'ovocytes. |
| 55 ans                    | 12 décembre 2004     | Tina Cade                                 | Jason Hammond, son gendre de 29 ans (mère porteuse)                                                    | FIVETE avec les ovocytes de sa fille de 29 ans (mère porteuse)                                                                | États-Unis                                          | Tina Cade, de Virginie, a donné le jour à ses 3 propres petits-enfants triplés, 2 garçons, Aaron et Kai, et 1 fille, Simone, le 12 décembre 2004, à l'âge de 55 ans, ayant agi comme mère porteuse pour sa fille de 29 ans, Camille Hammond, et son mari, Jason. Camille souffrant d'endométriose, avait tenté à six reprises la FIV, et toutes avaient échoué. Tina Cade avait alors offert son aide, et son ventre. |
| 55 ans                    | Juillet 2007         | Veronica Mensah                           | Atsu Dikenou, un compatriote Ghanéen                                                                   | FIVETE | États-Unis                                          | Veronica Mensah, de Lithonia (Géorgie), a donné naissance à des faux jumeaux, garçon et fille, Daniel Atsu et Diana Atsupui, à 55 ans, en juillet 2007. Les enfants reçurent le patronyme Dikenou de leur géniteur. Elle tentait de concevoir un enfant depuis ses 25 ans, et, au bout de trente ans d'insuccès, se rabattit sur la FIV, qu'elle alla se faire pratiquer dans son Ghana natal avec le sperme d'un compatriote de sa connaissance. |
| 55 ans                    | 27 août 2007         | "Brinda"                                  | "Alagappan", son mari de 57 ans                                                                        | FIVETE avec don d’ovocytes et ICSI                                                                                            | Inde                                                | Une Indienne de Bhadravathi, Karnataka, prénommée Brinda, a donné naissance par césarienne à des fils jumeaux, Akash et Rishikesh, le 27 août 2007, à Chennai, à 55 ans. Elle et son mari Alagappan, toujours sans enfant après 28 ans de mariage, du fait d'une forte oligospermie de celui-ci (nombre insuffisant de spermatozoïdes dans son sperme), avaient fini par décider, alors qu'elle atteignait la ménopause, d'en passer par une FIV avec don d'ovocytes et injection intracytoplasmique de spermatozoïde (ICSI) ; bref la fécondation d'un œuf réalisée manuellement en laboratoire, la Nature n'étant pas parvenue à l'assurer. |
| 55 ans                    | 2008                 | Non identifiée                            | Inconnu                                                                                                | FIVETE | Corée du Sud                                        | Une Sud-Coréenne de 55 ans a donné naissance à Séoul, en 2008 (date incertaine), avec l'aide de l'équipe du Dr. Kim Ahm, qui suivit, par la suite, la dénommée « Park », âgée de 57 ans, devenue mère de jumelles, à Séoul elle aussi, fin septembre 2012. |
| 55 ans                    | 23 février 2008      | Carolyn Pelcak                            | Un donneur de sperme anonyme                                                                           | FIVETE | États-Unis                                          | Carolyn Pelcak, serveuse et juriste célibataire californienne de 55 ans d'Anaheim, au Sud de Los Angeles, dans le comté d'Orange, déjà mère d'un enfant adulte, a donné le jour, le 23 février 2008, à son second, Alexandre, conçu sous traitement hormonal avec les gamètes d'un donneur anonyme. |
| 55 ans                    | 21 août 2008         | Dana Ramkissoon                           | Pabla Maghar Singh, son mari de 38 ans                                                                 | FIVETE post-ménopausique avec ovocytes d'une donneuse anonyme indienne                                                        | Italie originaire d' Inde                           | Dana Ramkissoon, une femme d'origine indienne de 55 ans de Suzzara, au Sud de Mantoue, en Lombardie, a donné naissance, le 21 août 2008, par césarienne opérée à 7 mois de grossesse, à des fils quadruplés, Manav, Manmeet, Radvee, et Roshan (2 paires de vrais jumeaux ?), conçus par FIV post-ménopausique, contre £ 10.000 (13.500 € / 20.000 $ -change début 2008-), pratiquée dans son pays d'origine, avec les ovocytes d'une donneuse anonyme de sa patrie, fécondés par le sperme de son mari, Pabla Maghar Singh, compatriote de 38 ans, après quinze ans d'insuccès à concevoir tant naturellement dont dix soutenus par PMA. Les nourrissons, prématurés de deux mois, pesaient entre 750 g et 980 g, et furent placés en couveuse,. |
| 55 ans                    | 21 novembre 2008     | Non identifiée                            | Un donneur de sperme anonyme                                                                           | FIVETE | Autriche                                            | Une célibataire de 55 ans a accouché de filles jumelles, par césarienne, à Graz, le 21 novembre 2008. Elle était tombée enceinte d'une FIV pratiquée à l'étranger, avec le sperme d'un géniteur anonyme. |
| 55 ans                    | 15 juin 2010         | Shobha Joshi                              | Vidyadhar Joshi son mari de 54 ans                                                                     | FIVETE avec don d’ovocytes | Inde                                                | Shobba Joshi, une Indienne de 55 ans de Dhule, Maharashtra, restée sans enfant après 35 ans d'insuccès à concevoir dans son mariage avec son époux Vidyadhar, pasteur d'un an son cadet, a donné naissance par césarienne à un fils le 15 juin 2010 à Thane, Maharashtra, après y avoir reçu un traitement de FIV avec don d'ovocytes. |
| 55 ans                    | Novembre 2010        | Giovanna Ciardi                           | Bruno Paoli, son partenaire                                                                            | Conception naturelle | Italie                                              | Ses règles absentes depuis janvier, Giovanna Ciardi, de Camaiore, dans la province de Lucques en Toscane, croyait sa ménopause arrivée à 54 ans. Mais quand son aménorrhée s'est accompagnée au printemps de nausées et de maux de ventre, elle a consulté son médecin qui a presque ri de sa méprise. Début novembre 2010, à 55 ans révolus, elle a donné naissance à un bébé conçu naturellement avec son nouveau compagnon, Bruno Paoli, plus de 23 ans après avoir donné le jour à sa fille Veronica, née de son mariage dissous. |
| 55 ans                    | 26 novembre 2010     | Gianna Nannini                            | Son partenaire hétérosexuel                                                                            | Conception naturelle sous possible THS                                                                                        | Italie                                              | La chanteuse italienne Gianna Nannini, ouvertement bisexuelle, a donné le jour, le 26 novembre 2010, à 55 ans, à son premier enfant, une petite Penelope, conçue naturellement avec son partenaire hétérosexuel. Des voix ont toutefois soulevé l'idée qu'elle aurait suivi une médication régulière alors, traitement hormonal substitutif (THS) de sa ménopause supposée à tort, qui s'est transformé en cure de fertilisation dans sa pré-ménopause, et ainsi facilité sa grossesse[citation nécessaire]. |
| 54 ans, 10 mois           | 7 janvier 2000       | Aracelia Garcia                           | Son mari                                                                                               | Conception naturelle | États-Unis                                          | Aracelia Garcia, de Sunnyside (Washington), stupéfia le corps médical quand elle conçut naturellement (sans traitement hormonal) de vraies triplées en 1999, à 54 ans. Elle accoucha par césarienne début janvier 2000 de ses trois filles en bonne santé, Arianna [ 1,56 kg ], Brianna [ 2,62 kg ], et Cecelia [ 2,31 kg ], qu'elle a prénommées en jouant sur les initiales A, B, C,. |
| 54 ans, 7 mois, 9 jours   | 9 janvier 1799       | Marie-Jeanne Meignan                      | Jean Pinon, son mari                                                                                   | Conception naturelle | France                                              | Marie-Jeanne Meignan, née le 31 mai 1744 à Romorantin, a accouché le 4 pluviôse an IV (9 janvier 1799), à passé 54 ans ½, de son onzième enfant, prénommé Jean-Michel. |
| 54 ans, 1 mois, 10 jours  | 10 février 1916      | Elizabeth Pearce                          | Son mari                                                                                               | Conception naturelle | Royaume-Uni Angleterre                              | Madame Elizabeth Pearce, de Biterne, près de Southampton, a donné le jour à son plus jeune enfant le 10 février 1916, alors qu'elle avait 54 ans et 40 jours,. |
| 54 ans                    | 1669                 | Elizabeth Greenhill                       | William Greenhill, son mari                                                                            | Conception naturelle | Royaume d'Angleterre                                | Elizabeth Greenhill, qui, née en 1615, eut 39 enfants avec son époux William Greenhill, accoucha du dernier d'entre eux, le futur célèbre chirurgien londonien Thomas Greenhill, en 1669, à 54 ans. |
| 54 ans                    | 1867                 | Non identifiée                            | Son mari de 26 ans                                                                                     | Conception naturelle | États-Unis                                          | Mariée à 52 ans à un jeune homme de tout juste 24, cinq ans après sa ménopause supposée à l'âge de 47 ans, une Américaine a conçu naturellement et donné naissance à deux filles en deux ans, en 1866 et 1867, à 53 puis 54 ans, a-t-il été rapporté. |
| 54 ans                    | 1992                 | Giuseppina Maganuco                       | Son mari                                                                                               | FIVETE avec don d’ovocytes | Italie                                              | Giuseppina Maganuco, patiente du polémique Dr Severino Antinori, gynécologue obstétricien italien spécialisé dans la maternité (très) tardive, a donné naissance à une petite Anna Maria à l'âge de 54 ans, en 1992, après un traitement de FIV avec don d'ovocytes fécondés par le sperme de son mari, aboutissement de vingt années d'essais infructueux de concevoir naturellement avec ce dernier. |
| 54 ans                    | 2000                 | Galina Shevchenko                         | Son mari                                                                                               | FIVETE post-ménopausique avec don d’ovocytes                                                                                  | Russie                                              | Galina Shevchenko a donné naissance à des fils jumeaux en 2000 à l'âge de 54 ans. Elle avait décidé avec son mari de passer par un programme de fertilisation pour concevoir un enfant passé l'âge de sa ménopause après le décès accidentel de leur fils unique. C'était le premier cas de succès de FIV post-ménopausique en Russie. |
| 54 ans                    | 2000                 | Non identifiée                            | Son mari                                                                                               | FIVETE avec don d’ovocytes | Israël                                              | Une juive israélienne de 54 ans a donné naissance à un fils en 2000, après un traitement de FIV avec don d'ovocytes, décidé avec son mari après le décès de leur fils unique, soldat. |
| 54 ans                    | Janvier 2007         | Non identifiée                            | Son mari                                                                                               | FIVETE avec don d’ovocytes | République tchèque                                  | Une femme de 54 ans a donné naissance à une fille à la clinique Apolináře de Prague en janvier 2007, après une FIV avec don d'ovocytes. |
| 54 ans                    | Milieu 2008          | Non identifiée                            | Son mari                                                                                               | FIVETE avec don d’ovocytes | Australie                                           | Une riche femme de 54 ans de l'État de Victoria a donné naissance, milieu 2008, à un enfant conçu par FIV avec don d'ovocyte (quoiqu'elle ne fut pas elle-même encore ménopausée) fécondé par le sperme de son mari. |
| 54 ans                    | Novembre 2009        | Non identifiée                            | Son 2d mari de 71 ans, jusque-là sans enfant                                                           | FIVETE avec don d’ovocytes supposée                                                                                           | Israël                                              | Une femme de 54 ans a donné naissance à des faux jumeaux, garçon et fille, à Bnei Brak, en novembre 2009. Si, elle, avait déjà des enfants adultes de son précédent mariage, son mari de 71 ans devint là père pour la première fois, n'ayant eu aucune postérité de ses deux précédentes unions. |
| 54 ans                    | 12 mars 2010         | Karen Johnston                            | Roger Johnston, son mari de 55 ans                                                                     | FIVETE | Royaume-Uni Angleterre                              | Karen Johnston, de Bicester, Oxfordshire, a donné le jour à des faux jumeaux, un garçon, Asa, et une fille, Imogen, le 12 mars 2010, à 54 ans, après avoir reçu un traitement de FIV en République tchèque. Elle était déjà mère de 8 enfants, ayant toujours alterné garçons et filles d'ailleurs —Daniel (♂) 33, Jemma (♀) 28, Scott (♂) 27, Amy (♀) 26, Aiden (♂) 17, Bethany (♀) 14, Joseph (♂) 13, et Willow (♀) 2—. Sa huitième enfant était née en juin 2008, alors qu'elle avait 52 ans, d'une précédente FIV réalisée dans la même clinique tchèque. |
| 54 ans                    | 15 août 2011         | Solange Couto dos Santos                  | Jamerson de Andrade, son 2d mari                                                                       | Conception naturelle | Brésil                                              | L'actrice brésilienne Solange Couto dos Santos, déjà mère d'un fils, Márcio Felipe, et d'une fille, Morena Mariah, de son précédent mariage, a donné le jour, le 15 août 2011, à 54 ans, à son troisième enfant, un fils, prénommé Benjamin, conçu naturellement. |
| 54 ans                    | 30 juillet 2012      | Kathy Kuchel                              | Roger Kuchel, son mari de 58 ans                                                                       | FIVETE avec un ovocyte d'une collègue de travail                                                                              | Australie                                           | Kathy Kuchel, de Glenelg, banlieue littorale Sud-Ouest d'Adélaïde, en Australie-Méridionale, a donné naissance, le 30 juillet 2012, à 54 ans, à l'hôpital d'Ashford (Sud-Ouest d'Adélaïde), à une petite Georgia Rose Amelia, de 3 kg pour 47 cm, fruit de l’essai de la "dernière chance", avec l'ultime embryon restant des 15 FIV précédentes tentées en vain en 20 ans avec son époux, Roger, à partir de ses propres ovocytes lors de la première moitié des cycles de traitement, puis ceux d'une femme de sa famille, et enfin ceux d'une de ses collègues de travail. |
| 53 ans, 10 mois           | Mai 2009             | Sarajean Grainson                         | David Grainson, son 2d mari, ancien prêtre de 44 ans                                                   | FIVETE post-ménopausique avec don d’ovocytes                                                                                  | États-Unis                                          | Sarajean Grainson, de Valley Stream, sur Long Island (New York), née en juillet 1955, a donné naissance à des fils faux jumeaux, Matthew et David, en mai 2009, à 53 ans et 10 mois, après un traitement de FIV avec don d’ovocytes. Elle avait précédemment eu, avec son 2d mari David, ancien prêtre, épousé en décembre 2001, un autre fils, Luke, en décembre 2006, à 51 ans et 5 mois, par le même moyen. Avant ça, elle comptait déjà 3 enfants adultes de son 1er mariage,. |
| 53 ans, 9 mois            | Mars 2016            | Margarita Louis-Dreyfus                   | son Compagnon Philipp Hildebrand,52 ans                                                                | ? | France                                              | Margarita Louis-Dreyfus#cite note-10 |
| 53 ans ½                  | Printemps 2004       | Kate Garros                               | Son 2d mari                                                                                            | FIVETE avec don d'ovocytes | États-Unis                                          | Kate Garros, de Sea Cliff, Long Island, New York (New York), a donné le jour, au printemps 2004, après avoir rencontré son 2d mari, à ses premiers enfants, des faux jumeaux, fille et garçon, Alexandra et John, conçus par FIV avec don d'ovocytes. |
| 53 ans ½                  | Début 2007           | Oloruntoyin Adeola Alabi                  | Samuel Olasukanmi Alabi, son mari pasteur de 56 ans                                                    | Conception naturelle | Nigeria                                             | Oloruntoyin Adeola Alabi, d'Okota, dans l'État de Lagos, née en août 1953, a donné le jour début 2007, à 53 ans ½, à sa 1re enfant, Ayomide, conçue naturellement avec son époux Samuel Olasukanmi Alabi, pasteur de 56 ans, avec lequel elle était mariée depuis décembre 1981. Après 3 fausses couches entre 1982 et 1984 dans ses 3 premières années de mariage, elle avait connu 23 ans d'infertilité avant de donner le jour à cette enfant. Dans la même année, survint sa ménopause. Du moins le supposa-t-elle, car, 5 ans après, elle retomba enceinte pour accoucher, le 6 décembre 2012, de sa 2e enfant, Oluwatobi Ayomikun Victoria, à 59 ans et 4 mois. |
| 53 ans, 1 mois            | Août 2002            | Lyn Mason                                 | Ian Mason, son mari de 54 ans                                                                          | FIVETE avec don d’ovocytes | Nouvelle-Zélande                                    | Après 6 fausses couches, dont une quadruplés en 1982, et plusieurs échecs de FIV, la Néo-Zélandaise Lyn Mason avait fini par concevoir naturellement l'été 1987, à 38 ans, une fille, née en avril 1988. Les malheurs la poursuivant, cette enfant qu'ils avaient eu tant de mal à avoir avec son mari Ian, qui était déjà née sous de mauvais hospices, la semaine de la mort de sa tante Corynne, sœur unique de Lyn, allait mourir à 12 ans, en 2000, dans un accident de voiture, avec sa grand-mère Mary, mère de Lyn. Le couple s'en relevant difficilement, retenta alors le parcours du combattant des FIV avec dons d'ovocytes, et, après de nouveaux échecs, vit naître un fils, Dean, en août 2002, faisant de Lyn, née en juillet 1949, la mère la plus âgée de Nouvelle-Zélande à 53 ans et 1 mois, puis une fille, Celine, en novembre 2004, Lyn âgée cette fois de 55 ans et 4 mois. |
| 53 ans, 7 jours           | 4 juin 2011          | Anna Fehér                                | Son mari                                                                                               | FIVETE supposée | Hongrie                                             | L'actrice hongroise Anna Fehér, née le 28 mai 1958, a donné naissance, par césarienne, le 4 juin 2011, à 53 ans et 1 semaine, à son premier enfant, un fils de 3,85 kg pour 57 cm prénommé László Barnabás. Essayant sans succès de concevoir depuis dix ans, elle aurait eu recours à une FIV. |
| 53 ans                    | 1866                 | Non identifiée                            | Son mari de 25 ans                                                                                     | Conception naturelle | États-Unis                                          | Mariée à 52 ans à un jeune homme de tout juste 24, cinq ans après sa ménopause supposée à l'âge de 47 ans, une Américaine a conçu naturellement et donné naissance à deux filles en deux ans, en 1866 et 1867, à 53 puis 54 ans, a-t-il été rapporté. |
| 53 ans                    | 1880                 | Lucy Gauss Kenney                         | Son mari                                                                                               | Conception naturelle | États-Unis                                          | Lucy Gauss Kenney, une vétéran Confédérée, a donné naissance à son dernier enfant, conçu naturellement, à l'âge de 53 ans. |
| 53 ans                    | 10 novembre 1992     | Mary Shearing                             | Don Shearing, son 2d mari de 32 ans                                                                    | FIVETE avec don d’ovocytes | États-Unis                                          | Mary Shearing, d'Anaheim, ancienne body builder amateur, tombée enceinte avec l'aide de la technologie médicale à New York, sept ans après s'être remariée avec Don Shearing, un homme de vingt-et-un ans son cadet, a donné naissance, le 10 novembre 1992, à 53 ans, à l'hôpital Martin Luther, à des filles jumelles prématurées d'environ 12 semaines. La première, Amy Leigh, née naturellement, pesait 966 g. Sa sœur, Kelly Ann, née, elle, par césarienne, un peu plus, avec 1,26 kg,. |
| 53 ans                    | 28 décembre 1992     | Geraldine Wesolowski                      | Son fils (mère porteuse)                                                                               | FIVETE avec les ovocytes de sa bru (mère porteuse)                                                                            | États-Unis                                          | Geraldine Wesolowski, de New York, (New York), a donné le jour à son propre petit-fils Matthew, le 28 décembre 1992 à 53 ans, après un traitement de FIV à l'Institut Chrétien de Fertilité d'Easton (Pennsylvanie), destiné à agir en tant que mère porteuse pour son fils de 31 ans, Mark Wesolowski, et sa bru de 32, Susan Cooper Wesolowski, qui, ayant subi une hystérectomie à 21 ans après la naissance de son premier enfant mort à 2 ans, ne pouvait plus porter d'enfant elle-même. |
| 53 ans                    | 2004                 | Ann Maloney                               | John Ross, son 2d mari de 59 ans                                                                       | FIVETE avec don d’ovocytes | États-Unis                                          | Après avoir rencontré à 47 ans, en 1998, son 2d mari, John Ross, 53 ans alors, déjà, lui, père d'un fils d'alors 25 ans, Ann Maloney, de New York (New York), a conçu, par FIV avec don d'ovocytes, et donné le jour à deux filles, à 50 et 53 ans : Isabella, née en 2001, et Lily, née en 2004. |
| 53 ans                    | Septembre 2005       | Annie Casserley                           | Son gendre (mère porteuse)                                                                             | FIVETE avec les ovocytes génétiquement sélectionnés de sa fille Emma (mère porteuse)                                          | Royaume-Uni Angleterre                              | Annie Casserley a donné le jour, à 53 ans, en septembre 2005, à sa propre petite-fille, Annie Trinity Hattersley, après avoir accepté d'agir comme mère porteuse pour sa fille de 35 ans, Emma Hattersley, atteinte d'une maladie génétique rare, l’Histiocytose X (Langerhansienne), la rendant incapable de survivre à une grossesse. |
| 53 ans                    | 5 février 2008       | Adele Dramis                              | Son mari                                                                                               | FIVETE post-ménopausique avec don d’ovocytes                                                                                  | Italie                                              | Adele Dramis, une Italienne d'origine grecque, ménopausée depuis 18 mois, a donné naissance à des faux jumeaux, un garçon, Vicenzo, et une fille, Rosa, à Naples, le 5 février 2008, à l'âge de 53 ans. Elle avait essayé de tomber enceinte depuis qu'elle s'était mariée à 45 ans, et après sept années de tentatives infructueuses, ponctuées de maintes fausses couches, avait décidé de recourir à la FIV. Ce n'est qu'après qu'elle venait d'accoucher de ses jumeaux qu'elle reçut une réponse positive à sa demande d'adoption déposée en désespoir de cause ; on lui proposa de recueillir en sus un garçon de 13 ans,. |
| 53 ans                    | Juin 2011            | Debbie Hughes                             | Paul Clarke, son partenaire                                                                            | Conception naturelle alors qu'elle prenait la pilule                                                                          | Royaume-Uni Angleterre                              | Debbie Hughes, de Daventry, Northamptonshire, déjà mère d'une fille, Hayley (décédée tragiquement une semaine avant ses 18 ans en 1997), et de deux fils, Mark (26 ans) et Brandon (11 ans), et grand-mère, par son fils aîné, de deux petites-filles, Nicole (3 ans) et Lydia (2 ans), a donné naissance à un dernier fils, Kyle, 3,49 kg, en juin 2011, à 53 ans, conçu naturellement malgré la prise de la pilule. |
| 53 ans                    | 9 avril 2012         | "Sulochana"                               | "Mani", son mari                                                                                       | FIVETE avec don d’ovocytes | Inde                                                | Leur fils unique de 27 ans décédé dans un accident de la route à l'automne 2010, Sulochana et son mari Mani ont désiré concevoir un autre enfant. Mais à 51 ans passés, déjà ménopausée, et ses trompes ligaturées de surcroît, ne lui restait plus que le recours à la PMA. Il a fallu 2 cycles de FIV avec don d'ovocytes, et 18 mois, pour qu'elle donne naissance, à 53 ans, le 9 avril 2012, à un fils en bonne santé. |
| 53 ans                    | Fin janvier 2013     | Carmen Russo                              | Enzo Paolo, son partenaire de 64 ans                                                                   | FIVETE post-ménopausique avec don d’ovocytes                                                                                  | Espagne originaire d' Italie                        | L'ancienne ballerine et actrice génoise, Carmen Russo, Miss Émilie-Romagne en 1972, devenue présentatrice télé en Italie puis en Espagne dans les années 90, et connue aussi dans ce dernier pays pour y avoir remporté la 1re saison du jeu télévisé « Survivor » sur Telecinco en 2006, a conçu un enfant en juillet 2012, à 53 ans, par une FIV avec don d'ovocytes fécondés par le sperme de son compagnon de vie depuis 28 ans et ancien chorégraphe, Enzo Paolo, 64 ans, opération pratiquée dans une clinique catalane de la région de Barcelone. |
| 53 ans                    | 1er mai 2013         | Non identifiée                            | Son mari                                                                                               | Conception naturelle | Argentine                                           | Une femme de 53 ans de Formosa, dans la Province de Formosa, qui, supposée ménopausée, s'était découverte, mi-avril 2013, enceinte de 33 semaines (7 mois ½), a donné naissance, le 1er mai, par césarienne, après deux semaines passées en observation à la maternité, à une petite fille de 2,1 kg, conçue naturellement, qui, prématurée, a dû être placée en couveuse. |
| 52 ans                    | Juillet 1967         | Anna Martin                               | Raymond Martin, son mari de 49 ans                                                                     | Conception naturelle | États-Unis                                          | Anna Martin, de Broken Arrow (Oklahoma), près de Tulsa, née en juillet 1915, et déjà mère de 4 enfants, l'aîné, Louis, alors âgé de 20 ans, a donné naissance à une fille, Irene, en juillet 1967, à 52 ans. Elle a encore eu un fils trois ans plus tard, durant l'été 1970, à 55 ans, puis enfin une autre fille plus de deux ans après, en novembre 1972, à 57 ans et 4 mois. |
| 52 ans                    | 1990                 | Non identifiée                            | Son mari                                                                                               | FIVETE avec don d’ovocytes | États-Unis                                          | Une Californienne de 52 ans a donné naissance à un fils conçu par FIV avec don d'ovocytes en 1990. |
| 52 ans                    | 31 mars 1992         | Jonie Mosby Mitchell                      | Donnie Mitchell son 2d mari de 47 ans                                                                  | FIVETE avec don d’ovocytes | États-Unis                                          | Jonie Mosby Mitchell, chanteuse de country de Ventura (Californie), déjà mère de 4 enfants avec son 1er époux, Johnny Mosby, dont elle avait divorcé en 1977, a donné naissance, le 31 mars 1992, à 52 ans, à un fils, Morgan, conçu par FIV avec l'ovocyte d'une donneuse de 30 ans, après avoir adopté avec lui une fille, Sydney alors âgée de 3 ans ½,. À noter que sa fille aînée, Lindy Mosby, alors âgée de 29 ans, venait tout juste de la faire grand-mère, deux mois et demi plus tôt, d’une petite Natalie. |
| 52 ans                    | Octobre 2001         | Annie Leibovitz                           | Un donneur de sperme anonyme                                                                           | FIVETE | États-Unis                                          | La célèbre photographe portraitiste américaine lesbienne Annie Leibovitz avait 52 ans lorsqu'elle donna le jour, en octobre 2001, à sa fille Sarah, conçue par FIV avec le sperme d’un donneur anonyme. |
| 52 ans                    | 28 août 2003         | Lyudmila Belyavskaya                      | Son mari, l'acteur russe Alexander Belyavsky                                                           | Conception naturelle | Russie                                              | Lyudmila Belyavskaya, la seconde épouse de l'acteur russe Aleksandr Borisovich Belyavskiy (connu sous le nom d'Alexander Belyavsky), a donné le jour, à Moscou, le 28 août 2003, à 52 ans, à son premier enfant, sa fille Alexandra, conçue naturellement,. |
| 52 ans                    | 10 mai 2007          | Non identifiée                            | Son gendre (mère porteuse)                                                                             | FIVETE avec les ovocytes de sa fille (mère porteuse)                                                                          | Grèce                                               | Une Grecque de 52 ans a donné le jour, le 10 mai 2007, à ses deux propres petits-enfants faux jumeaux, de 2,5 kg chacun, après avoir accepté d’agir comme mère porteuse, par FIV avec les ovocytes de sa fille infertile fécondés avec le sperme du mari de celle-ci. Sous la loi grecque, une mère porteuse doit être âgée de moins de 50 ans, mais une exception fut faite ici. |
| 52 ans                    | Juin 2008            | Karen Johnston                            | Roger Johnston, son mari de 53 ans                                                                     | FIVETE | Royaume-Uni Angleterre                              | Karen Johnston, de Bicester, Oxfordshire, a donné le jour à une fille, Willow, en juin 2008, à 52 ans, après un traitement de FIV reçu en République tchèque. Elle était déjà mère de 7 enfants, ayant toujours alterné garçons et filles d'ailleurs —Daniel (♂) 33, Jemma (♀) 28, Scott (♂) 27, Amy (♀) 26, Aiden (♂) 17, Bethany (♀) 14, Joseph (♂) 13—, et a encore eu ensuite deux faux jumeaux —Imogen (♀) & Asa (♂)— à 54 ans, en mars 2010, là encore par une FIV réalisée dans la même clinique tchèque. |
| 52 ans                    | 26 novembre 2010     | Alhaja Owolabi Kareem                     | Alhaji Owolabi Kareem, son 3e époux                                                                    | Conception naturelle | Nigeria                                             | Alhaja Owolabi Kareem, une femme d'affaires d'Eti Osa, dans l'État de Lagos, restée stérile durant 30 ans de ses trois mariages successifs, et désespérant d'avoir jamais un enfant, surtout après s'être crue ménopausée, a enfin donné naissance, le 26 novembre 2010, à 52 ans, à une petite fille, conçue naturellement avec son 3e époux, quasi homonyme, Alhaji. |
| 52 ans                    | 10 janvier 2011      | Catherine Colonges                        | Alain Colonges, son mari de 51 ans                                                                     | Conception naturelle | France                                              | Catherine Colonges, une Française d'origine togolaise de 52 ans de Limogne-en-Quercy, dans le Lot, a donné naissance à des triplés, une fille, Léonore, et deux garçons, Elian et Alexis, à Toulouse, conçus naturellement avec son mari Alain. Elle avait déjà deux fils de 30 et 27 ans, une fille de 15 ans, et même trois petits-enfants par ses aînés. |
| 52 ans                    | 22 novembre 2011     | Caroline Lockerman                        | Un donneur de sperme anonyme                                                                           | FIVETE | États-Unis                                          | Caroline Lockerman, de l’Alabama, a donné naissance à des fils jumeaux le 22 novembre 2010, à l'âge de 52 ans, après un traitement de FIV, utilisant ses propres ovocytes, fécondés par un donneur de sperme anonyme. |
| 52 ans                    | 20 février 2012      | Bridget Erondu                            | Son mari                                                                                               | Conception naturelle | Nigeria                                             | Bridget Erondu, l'épouse d'un haut fonctionnaire de l'État d'Abia, et ancien Secrétaire d'État nigérian, déjà mère d'une fille étudiante de 21 ans, Ikonna, a donné le jour à un fils, Nduka Kelechi Victor, conçu naturellement, le 20 février 2012, à la date anniversaire de sa sœur née en 1991. Une naissance tardive, à 52 ans, qu'une prophétie d'un prédicateur (à laquelle elle avait moyennement cru) lui avait annoncée lors d'une cérémonie religieuse en 2002. |
| 52 ans                    | 13 novembre 2012     | Olukorede Obamo                           | Moïse Obamo, son mari                                                                                  | Conception naturelle | Nigeria                                             | Olukorede Obamo, d'Ata, dans l'État d'Ogun, a donné naissance à une fille, Obadunsin, le 13 novembre 2012, à 52 ans, alors qu'elle désespérait, après 25 ans de mariage, et sa pré-ménopause se dessinant à 50 ans, de donner un enfant à son époux, Moïse, qui avait fini, s'il ne l'avait pas répudiée, par aller concevoir deux enfants adultérins avec des maîtresses. |
| 51 ans, 11 mois           | 28 février 1995      | Pauline Lyon                              | David Lyon, son 2d mari de 50 ans                                                                      | FIVETE | Royaume-Uni Angleterre                              | Pauline Lyon, née fin mars 1943, a donné naissance à une fille, Lauren, à l'hôpital d'Hinchingbrooke, à Huntingdon, Cambridgeshire, fin février 1995, à 51 ans et 11 mois, après une FIV. Elle a encore donné naissance à un fils à 55 ans et 11 mois ¾, en mars 1999, par le même biais, désireuse avec son second mari que leur fille ait un cadet. Pauline Lyon avait déjà une fille adulte de son premier mariage. |
| 51 ans, 11 mois           | 7 janvier 2013       | Maria da Glória Medeiros de Araújo        | Allen Luiz Martins, son gendre de 32 ans (mère porteuse)                                               | FIVETE avec les ovocytes de sa fille Fernanda (mère porteuse)                                                                 | Brésil                                              | Maria da Glória Medeiros de Araújo, de Santa Helena, Santa Catarina, mère de 3 enfants adultes, a donné le jour par césarienne, le 7 janvier 2013, à presque 52 ans, à Goiânia, Goiás, à ses propres petites-filles jumelles, Emmanuelas et Julia, ayant agi comme mère porteuse pour sa fille Fernanda Medeiros, 34 ans, mariée depuis ses 20 ans sans pouvoir avoir d'enfant, ayant subi, à l'âge de 13 ans, l'ablation de son utérus dysfonctionnel, et son époux et elle s'étant vu refuser l'adoption. Pour cela, la « grand-mère porteuse », ménopausée, a dû suivre un traitement hormonal de fertilisation, et deux cycles de FIV, ainsi qu'un régime draconien pour perdre 10 kg. Afin de pouvoir néanmoins allaiter elle-même, sa fille Fernanda a elle-même reçu un traitement au lactate,. |
| 51 ans, 5 mois            | Décembre 2006        | Sarajean Grainson                         | David Grainson, son 2d mari, ancien prêtre de 42 ans                                                   | FIVETE avec don d’ovocytes | États-Unis                                          | Sarajean Grainson de Long Island (New York), née en juillet 1955, a donné le jour à un fils, Luke, en décembre 2006, à 51 ans et 5 mois, après un traitement de FIV avec don d'ovocytes fécondés par le sperme de son 2d mari, David, ancien prêtre, qu'elle avait épousé fin 2001. Ensemble, ils ont encore eu, par le même biais, deux autres fils jumeaux, Matthew et David, en mai 2009, alors qu'elle avait 53 ans et 10 mois. Elle avait déjà, pour sa part, trois enfants adultes de son premier mariage (Nicholas, 29 ans, Christine, 26, et Jeanna, 20 -âges fin 2006-). |
| 51 ans                    | 1871                 | Non identifiée                            | Son mari                                                                                               | Conception naturelle | États-Unis                                          | Une Américaine du Kentucky a donné naissance en 1871, à l'âge de 51 ans, à une fille conçue naturellement avec son mari[citation nécessaire]. |
| 51 ans                    | 9 juin 1992          | Non identifiée                            | Un donneur de sperme anonyme unique                                                                    | FIVETE post-ménopausique avec don d’ovocytes                                                                                  | Israël                                              | Une Israélienne de 51 ans, ménopausée depuis déjà six ans alors, a donné naissance le 9 juin 1992, à Jérusalem, à des jumeaux, conçus par FIV avec dons anonymes simultanés d'ovocytres et de sperme (équivalant à un don d'embryons). |
| 51 ans                    | 17 mars 1997         | Adrienne Barbeau                          | Billy Van Zandt, son mari                                                                              | Conception naturelle | États-Unis                                          | L'actrice américaine Adrienne Barbeau a donné le jour à des fils jumeaux, Walker Steven et William Dalton, le 17 mars 1997, à l'âge de 51 ans. Après avoir épousé Billy Van Zandt en 1992, à 46 ans, elle se mit à essayer d'avoir avec lui un enfant, passa sans succès par la case FIV sans succès, avant de finalement tomber enceinte naturellement. |
| 51 ans                    | Novembre 1997        | Miriam Belov                              | Son mari                                                                                               | Conception naturelle | États-Unis                                          | Miriam Belov, du New Jersey, spécialiste, connue pour ses shows TV à New York, en relaxation, sophrologie, yoga, taï-chi, rekki, etc., a donné le jour, en novembre 1997, à son 1er enfant, sa fille Madelaine Sara, à l'âge de 51 ans. |
| 51 ans                    | 1998                 | Non identifiée                            | Un donneur de sperme anonyme                                                                           | FIVETE avec ICSI | Inde                                                | Une femme Bodo de 51 ans, des états de l'extrême nord-est de l'Inde, aux frontières du Tibet et du Bhoutan, a donné naissance en 1998 après une FIV avec injection intracytoplasmique de spermatozoïde (ICSI — intracytoplasmic sperm injection). |
| 51 ans                    | 2000                 | Elizabeth Edwards                         | John Edwards, son mari                                                                                 | FIVETE avec don d’ovocytes supposé                                                                                            | États-Unis                                          | Elizabeth, l'épouse de John Edwards, l’ancien Sénateur de Caroline du Nord et candidat à la Vice-Présidence des États-Unis, a donné le jour à leur fils Jack en 2000 à 51 ans. Le couple avait décidé d'avoir d'autres enfants après que l'un de leurs deux précédents—un fils de 16 ans—avait été tué dans un accident de voiture en 1996. Madame Edwards avait déjà eu une fille, Emma Claire, fin 1998, à 49 ans ½. Des experts en fertilité croient qu'elle a eu recours les deux fois à un don d'ovocytes ; elle est toujours restée mystérieuse sur cette question. |
| 51 ans                    | Juillet 2001         | Non identifiée                            | Son 2d mari                                                                                            | FIVETE avec don d’ovocytes | Ukraine                                             | Une femme de 51 ans a donné naissance à des jumeaux, une fille et un garçon, à Kiev, en juillet 2001, après une FIV avec don d'ovocytes. Elle a décidé d'avoir des enfants à cet âge tardif après s'être remariée. |
| 51 ans                    | 1er août 2001        | Morgan Zantua                             | Georges Zantua, son 2d mari de 57 ans                                                                  | Conception naturelle | États-Unis                                          | Morgan Zantua, de Tacoma, a donné le jour à son premier enfant, sa fille Auriel, le 1er août 2001, à Los Angeles, à l'âge de 51 ans. Elle s'était mariée pour la 2de fois à 44 ans, et, après avoir fait une fausse-couche, avait décidé de ne plus chercher à avoir d'enfant, avant de tomber subitement enceinte à 51 ans, alors qu'elle ne s'y attendait plus. |
| 51 ans                    | 28 septembre 2007    | Rosinete Palmeira Serrão                  | Son gendre (mère porteuse)                                                                             | FIVETE avec les ovocytes de sa fille (mère porteuse)                                                                          | Brésil                                              | Rosinete Palmeira Serrão a donné le jour à se propres petits-fils jumeaux, Antonio Bento et Vitor Gabriel, dans un hôpital de Recife, le 28 septembre 2007, à 51 ans, après avoir choisi d'agir comme mère porteuse pour sa fille de 27 ans, Claudia Michelle Serrão Pereira, qui avait essayé de tomber enceinte pendant 4 ans. Sous la Loi brésilienne, une mère porteuse devant nécessairement être un proche parent de la bénéficiaire, Rosinette s'est dévouée, Claudia n'ayant pas de sœur. Les enfants furent conçus par insémination artificielle en utilisant les ovules de Claudia fécondés avec le sperme de son mari,. |
| 51 ans                    | Janvier 2009         | Georgia Dardick                           | Son mari                                                                                               | FIVETE avec don d’ovocytes | États-Unis                                          | Après 6 échecs de FIV et un refus de sa demande d'adoption, son médecin avait fait le deuil, ses 50 ans passés, de la voir mère. Pas elle. En janvier 2009, Georgia Dardick, de Boyton Beach (Floride), accouchait, à 51, ans, d'une fille issue de sa 7e FIV. |
| 51 ans                    | 13 décembre 2009     | Anita Makhtur                             | Son mari                                                                                               | FIVETE avec ses propres ovocytes                                                                                              | Inde                                                | Anita Makhtur, une quinquagénaire restée jusque-là sans enfant, a donné naissance à des fils jumeaux à New Delhi le 13 décembre 2009, à 51 ans, après un programme de FIV endogène. Mariée depuis 23 ans, elle avait été incapable de tomber enceinte naturellement à cause d'un fibrome utérin et de l'obstruction de ses trompes, et avait connu déjà deux tentatives de FIV infructueuses. Elle est probablement la femme la plus âgée à avoir conçu d'une FIV à partir de ses propres ovocytes. |
| 51 ans                    | Janvier 2011         | Seiko Noda                                | Son partenaire                                                                                         | FIVETE avec don d’ovocytes | Japon                                               | Seiko Noda, députée de à la Chambre Basse nippone et ex-ministre pressentie pour devenir la première femme 1er Ministre du Japon, a provoqué la polémique en devenant mère à 51 ans par insémination artificielle. Auteur à 44 ans du livre Watashi wa Umitai (Je veux donner naissance), elle a connu d'énormes difficultés à concevoir, le refus de ses demandes d'adoption, et fini par divorcer au bout de 5 ans de son époux, le député Yosuke Tsuruho, opposé à l'aide médicale à la procréation, avant d'en passer, avec son nouveau partenaire, par une FIV avec don d'ovocytes aux USA, une procédure interdite au Japon, pour donner le jour à son fils, Masaki, en janvier 2011, à Tokyo. Un enfant qui a connu de graves soucis de santé : outre son insuffisance cardiaque congénitale, il a été victime d’un accident vasculaire cérébral à 9 mois, dont il a failli mourir,. |
| 50 ans ¾                  | Août 2010            | Aggie Ezekiel                             | Wilson Brown, le compagnon d'alors de sa fille (mère porteuse)                                         | FIVETE post-ménopausique avec les ovocytes de sa fille Tinna (mère porteuse)                                                  | Canada                                              | Aggie Ezekiel, d’Edmonton, Alberta, mère, avec son mari Johnny Ezekiel, de 3 filles adultes (dont ses deux jumelles benjamines, Linsey et Lesley, déjà mères, respectivement de Jorja, 4 ans, et Savannah, 6 mois), a donné le jour, en août 2010, à l’âge de 50 ans ¾, à sa propre petite-fille, Clare, ayant agi comme mère porteuse pour sa fille aînée, Tinna, 28 ans, née sans utérus (et ayant subi, encore, à 21 ans, l’ablation de l’un de ses ovaires), via une FIVETE post-ménopausique dans le cadre d’une gestation pour autrui légale opérée à Calgary. Déjà, en effet, en pré-ménopause, la grand-mère quinquagénaire, qui s'était engagée, sa fille encore enfant, à porter un jour l’enfant qu’elle ne pourrait pas avoir elle-même, a dû subir une fertilisation hormonale pour relancer ses cycles menstruels, afin que sa matrice puisse accueillir deux des sept ovules prélevés à sa fille et fécondés in-vitro par le sperme du compagnon de celle-ci, Wilson Brown. Un seul des deux embryons implantés a survécu, et la grossesse a connu des difficultés sur la fin, mais elle a tout de même pu mener celle-ci à terme, pour accoucher, par césarienne, de sa petite-fille de 3,94 kg, qui, ne respirant pas toute seule à la naissance, a dû être placée une heure en soins intensifs néonatals. Tinna et Wilson s’étant séparés peu avant la naissance de leur fille, la jeune mère biologique élèvera l’enfant à Fort McMurray, 330 km, au Nord-Est d’Edmonton, avec son futur mari, Sean Noseworthy. |
| 50 ans, 8 mois            | 29 décembre 1981     | Jolie Westers                             | Harry Westers, son mari                                                                                | Conception naturelle | États-Unis                                          | Jolie Westers, de Rives Junction, au Nord de Jackson (Michigan), née en avril 1931, a donné le jour, le 29 décembre 1981, à 50 ans et 8 mois, à ses 9e et 10e enfants., ses fils jumeaux Justin et James, conçus naturellement avec son mari. |
| 50 ans, 8 mois            | 29 décembre 1981     | Jolie Westers                             | Harry Westers, son mari                                                                                | Conception naturelle | États-Unis                                          | Jolie Westers, de Rives Junction, au Nord de Jackson (Michigan), née en avril 1931, a donné le jour, le 29 décembre 1981, à 50 ans et 8 mois, à ses 9e et 10e enfants., ses fils jumeaux Justin et James, conçus naturellement avec son mari. |
| 50 ans, 6 mois, 17 jours  | 25 novembre 2013     | Laurence Boccolini                        | Mickaël Fakaïlo, son mari                                                                              | FIVETE avec don d’ovocytes | France                                              | Laurence Boccolini, animatrice de la télévision française connue pour avoir animé des jeux télévisés sur la chaîne TF1, elle rencontre son mari Mickaël Fakaïlo, lors de la présentation de l'émission Mister France 2003 où il était Mister Tahiti, élu 2e dauphin de Mister France. Ils se marient le 31 juillet 2004 puis essaient d’avoir un enfant ensemble, elle devient finalement mère d’une petite fille prénommée Willow, née le 25 novembre 2013, à 50 ans, 6 mois et 17 jours. Elle est la première célébrité française à avoir accoucher un bébé plus de 50 ans en France. |
| 50 ans                    | 1899                 | Georgia Bitzis Pooley                     | Son mari                                                                                               | Conception naturelle | États-Unis                                          | Georgia Bitzis Pooley (1849-1945), la première Grecque connue à avoir émigré à Chicago, a donné le jour à son dernier enfant, sa fille Mary, conçue naturellement, en 1899, à 50 ans. |
| 50 ans                    | 1960                 | Madame L.                                 | Son mari                                                                                               | Conception naturelle | Ukraine                                             | Le Livre des Records d'Ukraine (partie "Homme & Société", section "Dans le monde de la Science et de la Technologie"), par Matsenko G.O., rapporte, à la page 18, le cas de Madame L., une résidente de Pidvolochysk, dans l'oblast de Ternopil, dans le Sud-Est du pays, heureuse d'avoir eu un bébé à 50 ans. |
| 50 ans                    | 7 juin 1990          | Margaret Cornall                          | John Cornall son mari de 55 ans                                                                        | FIVETE avec don d’ovocytes | Australie                                           | S'étant occasionné une retraite très active avec un fils très sportif, l'Australienne Margaret Cornall dit ne pas regretter, comme son époux John, d'être passée par une FIV post-ménopausique pour concevoir leur fils Allen auquel elle a donné le jour le 7 juin 1990 à 50 ans. |
| 50 ans                    | Juillet 1996         | Judy Bershak                              | David Cook, son mari de 31 ans, Attorney General Adjoint de Californie                                 | FIVETE avec don d’ovocytes | États-Unis                                          | Judy Bershak de Los Angeles, a donné naissance à son premier enfant, sa fille Sarah, en juillet 1996, à l'âge de 50 ans. Elle s'était mariée à 44 ans, et n'étant parvenue ni à concevoir naturellement ni à adopter, elle est passée par un traitement de FIV avec don d'ovocytes, qui lui a permis de tomber enceinte dès la 1re tentative. |
| 50 ans                    | 20 février 1997      | Cheryl Fillippini                         | Robert Fillippini, son mari de 49 ans                                                                  | FIVETE | États-Unis                                          | Cheryl Fillippini, de Lompoc, a donné naissance, par césarienne, à des quadruplets, 3 filles, Rebecca, Amanda, et Sydney, et 1 garçon, Robert, à Santa Barbara, le 20 février 1997, à l'âge de 50 ans, après un traitement de FIV. Elle et son mari Robert avaient 10 enfants en tout de leurs précédents mariages respectifs, mais désiraient en avoir un ensemble. |
| 50 ans                    | 2001                 | Ann Maloney                               | John Ross, son 2d mari de 56 ans                                                                       | FIVETE avec don d’ovocytes | États-Unis                                          | Après avoir rencontré à 47 ans, en 1998, son 2d mari, John Ross, 53 ans alors, déjà, lui, père d'un fils d'alors 25 ans, Ann Maloney, de New York (New York), a conçu, par FIV avec don d'ovocytes, et donné le jour à deux filles, à 50 et 53 ans : Isabella, née en 2001, et Lily, née en 2004. |
| 50 ans                    | 27 mai 2008          | Soraya Lewe-Tacke                         | Jürgen Tacke, son 2d mari de 47 ans                                                                    | Conception naturelle | Allemagne                                           | Soraya Lewe-Tacke, la mère de 50 ans de la pop star allemande d'alors 27 ans Sarah Connor, et déjà mère de six enfants, âgés de 11 à 27 ans, a donné naissance, le 27 mai 2008, par césarienne, à Hambourg, à deux fils jumeaux, Lex et Mick, conçus avec son 2d époux, le chirurgien plasticien de 47 ans Jürgen Tacke, lui-même déjà père d'une fille de 11 ans. |
| 50 ans                    | 8 août 2008          | Jaymes Foster                             | Clay Aiken, son meilleur ami, chanteur                                                                 | Conception naturelle ou FIVETE                                                                                                | États-Unis                                          | Jaymes Foster, la productrice de musique et fille du magnat David Foster, a eu son fils Parker à 50 ans, le 8 août 2008 (le 08/08/08 à 08h08, a dit le père) à Raleigh ; elle l’avait conçu avec son ami le chanteur finaliste de la saison 2 de l'émission de télé-crochet American Idol, Clay Iken, qui révéla pourtant son homosexualité (depuis longtemps supputée) à peine un mois après la naissance. Le mode de conception du bébé demeure donc leur secret. Parker pesait à la naissance 2,78 kg pour une taille de 48 cm. |
| 50 ans                    | 22 mai 2010          | Heather Elizabeth Parisi                  | Umberto Maria Unzollin, son 3e mari de 42 ans                                                          | Conception naturelle | Italie                                              | Heather Elizabeth Parisi, l'actrice et chanteuse italo-américaine, déjà mère de deux filles de ses précédentes unions, Rebecca Jewel Manenti, 16 ans, and Jacqueline Lune di Giacomo, 10 ans, a donné le jour, le 22 mai 2010, à Vicence, à des filles jumelles, Elizabeth Jaden et Dylan Maria, conçues naturellement avec son 3e mari de 42 ans, l'entrepreneur Umberto Maria Unzollin. |
| 50 ans                    | 6 juin 2010          | Svetlana Krupenik                         | Son mari de 62 ans                                                                                     | FIVETTE | Ukraine                                             | Svetlana Krupenik a donné le jour à une fille de 2,5 kg pour 45 cm à Kiev, le 6 juin 2010, à 50 ans, après un traitement de FIV. Elle et son mari de 62 ans essayaient de concevoir depuis 30 ans. |
| 50 ans                    | 15 juin 2011         | Anthea Nicholas                           | Peter Byrnes, son mari de 54 ans                                                                       | Conception naturelle | Australie                                           | Anthea Nicholas, de Gold Coast, Queensland, est considérée comme la primigeste la plus âgée à avoir conçu naturellement en Australie. On avait dit à Anthea et son mari Peter en 2006 qu'ils ne pourraient pas avoir d'enfant. Mais, à la suite d'un problème médical, en 2010, Peter a fait des recherches et s'est imposé un régime personnel et un programme de santé qui lui ont permis de recouvrer une santé parfaite et de corriger par conséquent l'imperfection de son sperme, aboutissant, quelques mois après son rétablissement, à la grossesse tout à fait inattendue d'Anthea, alors qu'elle présentait alors déjà des signes cliniques de ménopause. Anthea a donné le jour à leur fils, Nicholas Jay, le 15 juin 2011,. |

## Débat
Les grossesses chez les femmes âgées de plus de 40 ans constituent un sujet de controverse et de débats comme en témoigne l'appellation controversée de « grossesse gériatrique ».
En effet la gériatrie — issue du grec geron, le vieillard — désigne la branche de la médecine consacrée à la santé des personnes âgées et à l'accompagnement de leur fin de vie. Il s'agit donc ici d'appliquer un tel qualificatif à l'état de femmes de 40 ans qui n'ont pas encore atteint la moitié de leur espérance vie alors que les services gériatriques ou gérontologiques des hôpitaux n'accueillent n'accueillent que des patients de plus de 70 ans puisqu'ils traitent de problèmes de santé propres au grand âge.
L'appellation de « grossesse gériatrique » ne trouve donc pas sa place dans le discours scientifique ou dans la bouche de professionnels de santé car elle est médicalement inappropriée. Elle est en revanche récurrente dans le débat, en tant que dénomination péjorative ou ironique, cherchant à culpabiliser des mères de plus de 40 ans.
Certains en effet s'opposent à ces maternités tardives du fait des risques qu'elles comportent pour la santé ou de la crainte qu'une mère trop âgée serait moins capable de s'occuper de son enfant, alors que d'autres soutiennent qu'avoir un enfant est un droit fondamental et que, ce qui compte, c'est l'engagement des parents au service du bien-être d'un enfant et non leur âge,,.
Une enquête menée parmi les Australiens sur les attitudes vis-à-vis de la grossesse chez les femmes de plus de 50 ans a montré que 54,6 % d'entre eux trouvaient acceptable pour une femme ménopausée d'utiliser ses propres ovules mis en réserve et que 37,9 % trouvaient acceptable pour celles-ci de recevoir un don d'ovules ou d'embryons.
Gouvernements et Conseils de l'Ordre ont parfois pris des mesures règlementaires pour restreindre les grossesses tardives :
- en 1994, par exemple, la France a voté la loi dite « bioéthique » qui interdisant la grossesse après la ménopause ; le ministre de la Santé de l'époque, Philippe Douste-Blazy, la dit être « aussi immorale que dangereuse pour la santé de la mère comme de l'enfant » ;
- en Italie, l'Association des praticiens et dentistes a interdit à ses membres de traiter pour la fertilité les femmes âgées de plus de 50 ans ;
- en Grande-Bretagne, Virginia Bottomley, alors secrétaire d'État à la Santé, a déclaré que « les femmes n'(avaient) pas droit à avoir un enfant, que c'est l'enfant qui (avait) droit à une famille normale ». Cependant, en 2005, les restrictions d'âge pour la FIV ont été officiellement supprimées au Royaume-Uni[209].

Les restrictions légales ne sont qu'un des obstacles que doivent franchir les candidates à la FIV, car nombre de cliniques de fertilité fixent des limites d'âge de leur propre chef.